# Zwönitz

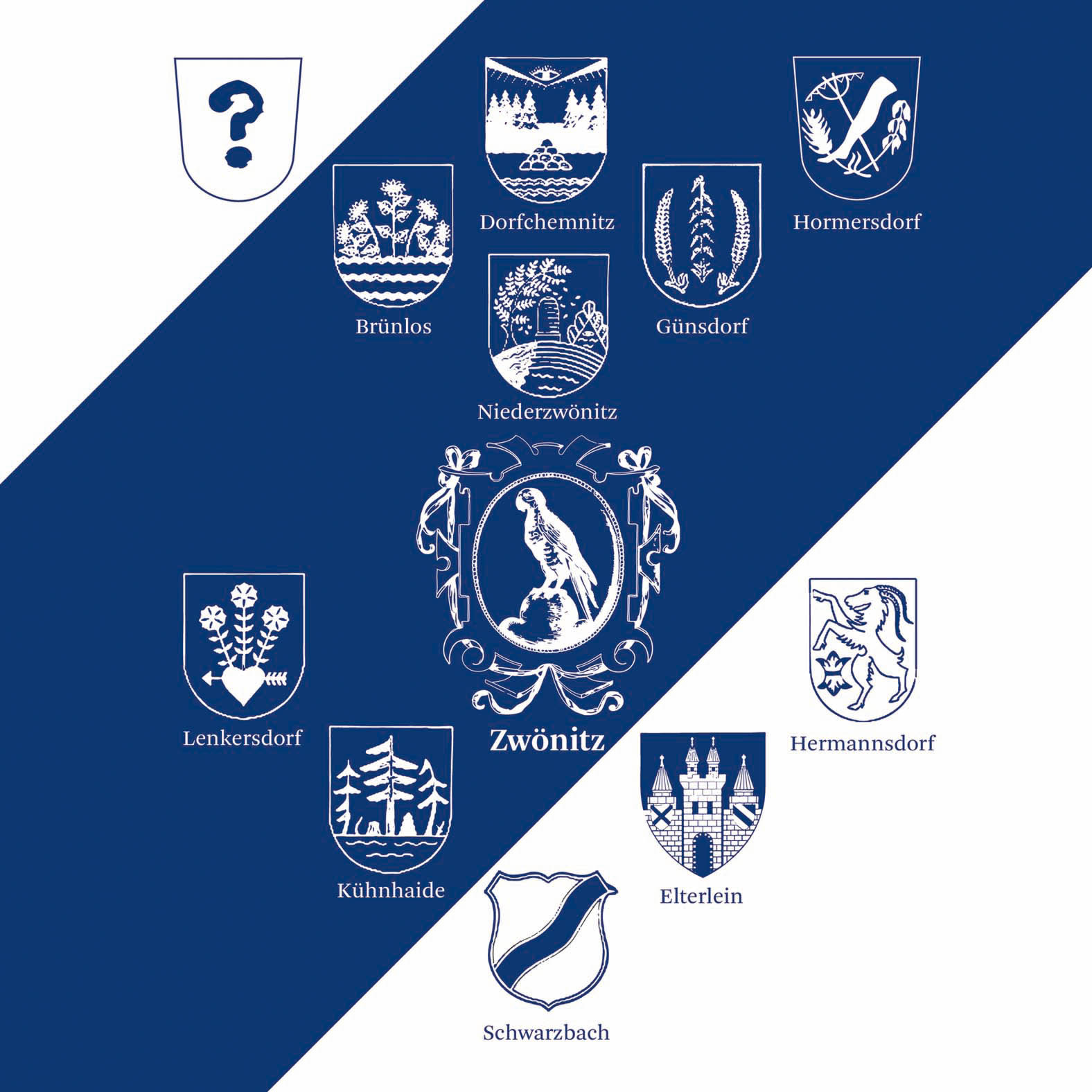
Zwönitz mit den Ortsteilen in der Verwaltungsgemeinschaft Zwönitz-Elterlein

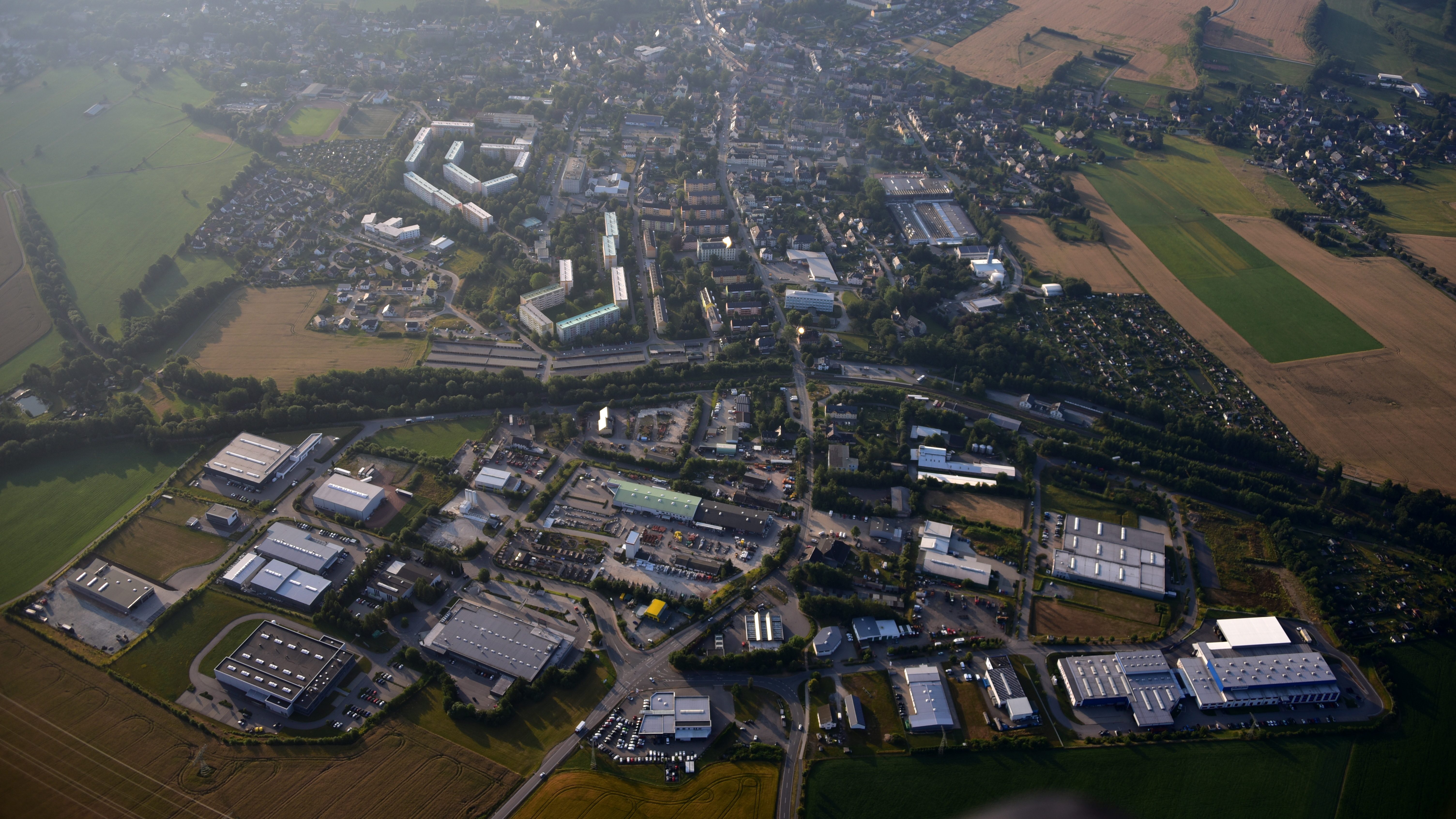
Zwönitz, Luftaufnahme (2018)

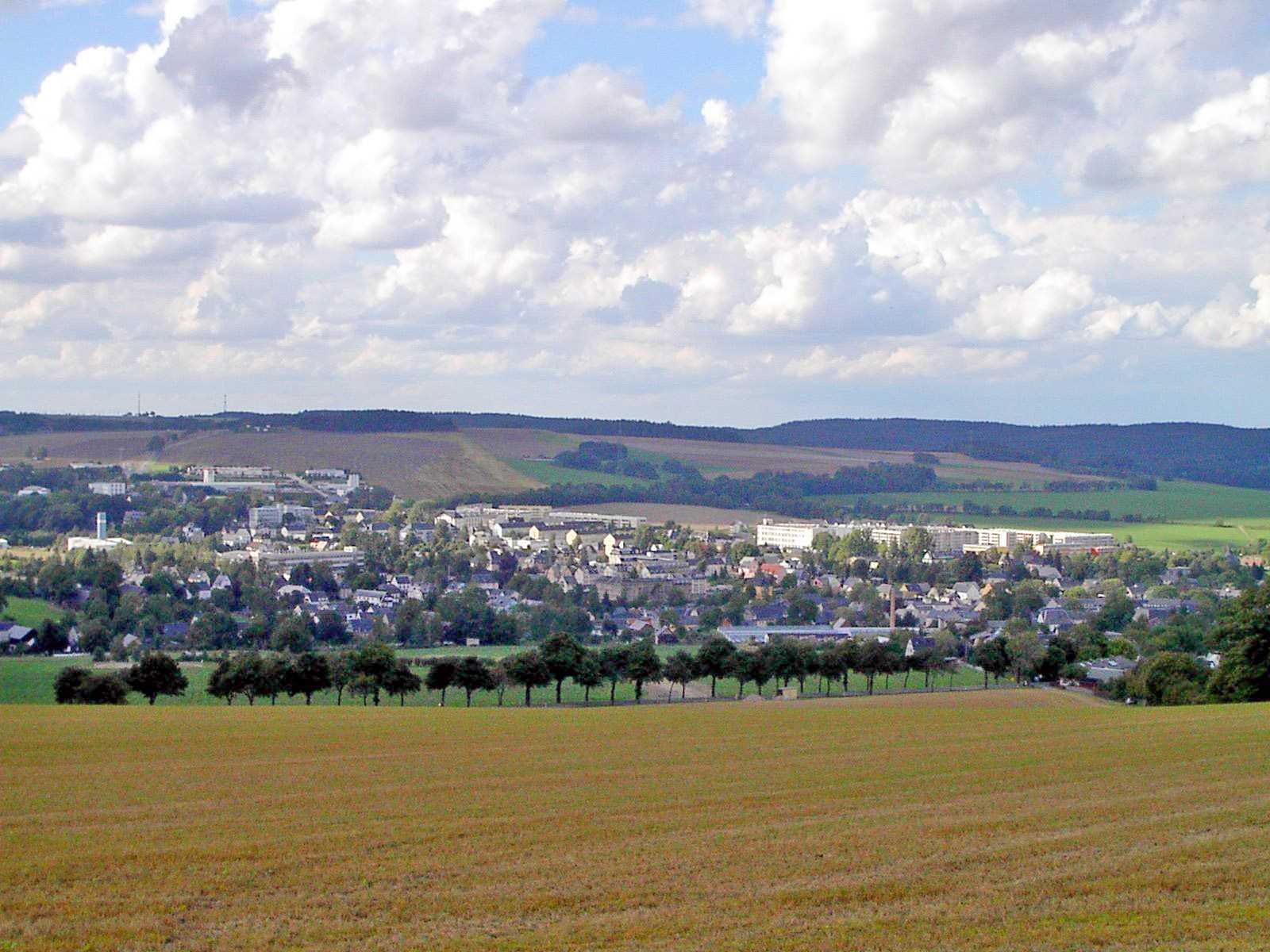
Blick auf Zwönitz

Zwönitz ist eine Bergstadt im sächsischen Erzgebirgskreis. Zusammen mit Elterlein bildet sie die Verwaltungsgemeinschaft Zwönitz mit Sitz in Zwönitz.

## Geografie

### Geografische Lage
Die Stadt liegt im Mittleren Erzgebirge am Geyerschen Wald, etwa 25 km Luftlinie südwestlich von Chemnitz an der Quelle des Zwönitzbaches. Bis zur Grenze nach Tschechien sind es rund 30 km. Der höchste Punkt im Stadtgebiet liegt 653 m (Ziegenberg), der niedrigste Punkt 485 m ü. NN.
Das Stadtgebiet erstreckt sich nach der letzten Eingemeindung zum 1. Januar 2013 über eine Fläche von etwa 64 km².

### Stadtgliederung
Zwönitz hat neben dem Stadtkern folgende Ortsteile:

Niederschlagsdiagramm

| - Brünlos - Dorfchemnitz - Günsdorf - Hormersdorf | - Kühnhaide - Lenkersdorf - Niederzwönitz |

### Nachbargemeinden
| Stollberg | Thalheim Gornsdorf                          | Auerbach   |
| Lößnitz   | Kompassrose, die auf Nachbargemeinden zeigt | Thum Geyer |
|           | Grünhain Elterlein                          |            |

### Klima

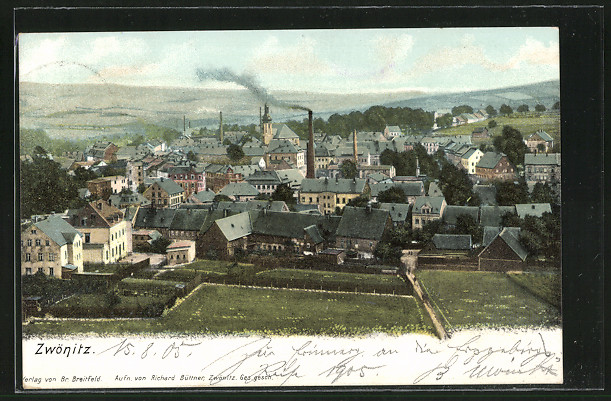
Stadtansicht um 1900

Der Jahresniederschlag beträgt 964 mm. Der Niederschlag liegt im oberen Drittel der Messstellen des Deutschen Wetterdienstes. Über 83 % zeigen niedrigere Werte an. Der trockenste Monat ist der Oktober; am meisten regnet es im Juni. Im niederschlagreichsten Monat fällt ca. 1,7-mal mehr Regen als im trockensten Monat. Die jahreszeitlichen Niederschlagschwankungen liegen im oberen Drittel. In 73 % aller Orte schwankt der monatliche Niederschlag weniger.

## Geschichte

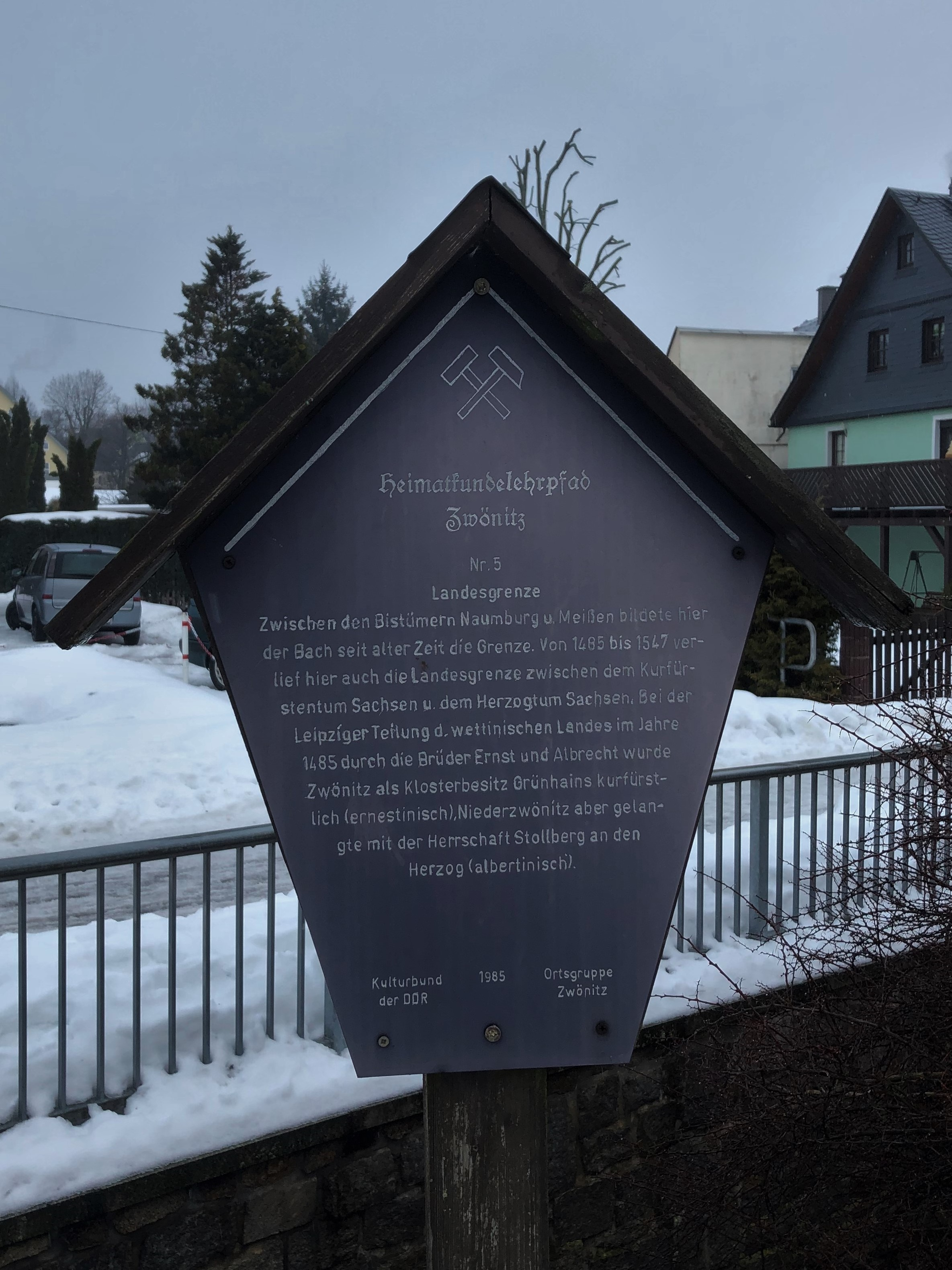
Heimatkundelehrpfad Zwönitz, Landesgrenze (Flurgrenze Zwönitz–Niederzwönitz)

Die Besiedlung des Zwönitztals erfolgte durch slawische Sorben. Auch der Ortsname leitet sich aus dem altsorbischen Namen Zvonica oder Zvenica (von zveneti, in der Bedeutung von tönen, tosen) für den Bach ab, der durch das Tal fließt. Die erste deutsche Besiedlung in Form einer Waldhufenanlage am Unterlauf des Kühnhaider Wassers erfolgte vermutlich frühestens gegen Ende des 12. Jahrhunderts mehrheitlich durch Franken. In der Folge assimilierte sich die sorbische Bevölkerung sprachlich. Mindestens seit 1286 war der Ort im Besitz des Klosters Grünhain und gehörte zuvor zur Herrschaft Stollberg. Zwönitz erhielt etwa 1300 das Stadtrecht; 1545 folgte das Marktrecht.
Schon vor dem 15. Jahrhundert wurde hier Bergbau betrieben; vornehmlich wurde Eisenerz abgebaut. Aus diesem Grunde erhielt Zwönitz die Bezeichnung Bergstadt mit steuerlichen Privilegien.

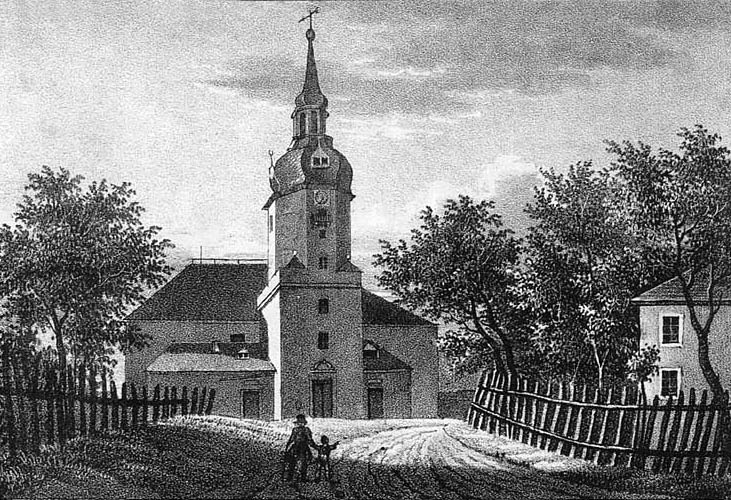
Die Zwönitzer Kirche um 1840

Niederzwönitz wurde 1485 durch die Leipziger Teilung albertinisch und unterstand der herzoglichen Herrschaft Stollberg, während Zwönitz ernestinisch kurfürstlich wurde. Diese Landesgrenze bestand bis 1547. Während in Zwönitz die lutherische Kirchenvisitation bereits 1529 stattfand, musste Niederzwönitz bis 1540 warten, bis Georg der Bärtige, welcher alten Glaubens war, starb und sein Bruder Heinrich die Reformation auch im albertinischen Sachsen einführte.
Die Zwönitzer Schule war im Mittelalter, und blieb es noch bis in die neue Zeit hinein, eine kirchliche Einrichtung. Die Schule leistete im Wesentlichen kirchliche Dienste. Anfangs erteilte ein katholischer Küster und Kleriker den Unterricht, darunter die Erlernung der lateinischen Sprache und des Chorgesanges. Die Zwönitzer Küsterei entstand, nachdem die Kirche im Jahr 1450 zum ersten Mal abgebrannt war, auf dem heutigen Diakonatsgarten zwischen Kirche und dem ehemaligen Gasthof Stern am Zwönitzer Markt. Die in diesem Garten befindliche kleinstädtische Lateinschule war immerhin so gut, dass manche ihrer Schüler die Universität Leipzig besuchen konnten, nach der Reformation auch die Universität Wittenberg. Die Bürger mussten dem Küster für seine Arbeit einen Groschen und jeder Hausgenosse einen halben Groschen zahlen. Weiterhin erhielt er von den Ansässigen sechs Pfennige zu Michaelis, drei Pfennige zu Heiligabend und zwei Pfennige am Gründonnerstag. 1554 zahlte jeder Schüler wöchentlich drei Pfennige an den Schulmeister.
Die Zwönitzer Richter wurden vom Kloster(-amt) Grünhain eingesetzt und waren der Stadt Zwönitz keinerlei Rechenschaft schuldig. Auf Grund des Schmalkaldischen Krieges fand im Frühjahr 1546 eine Musterung statt. Am 31. Juli 1546 wurden alle „amtstragenden Personen“ (z. B. Richter) in Aue versammelt, wo sie die nötigen Weisungen für den Ernstfall erhielten. Im Oktober 1546 spitzte sich die Kriegslage für die Region weiter zu, da sich die Grenze zum Feind nun ganz in der Nähe zwischen Niederzwönitz und Zwönitz befand. Daraufhin musterte der Amtmann von Grünhain am 29. Oktober 1546 noch schnell 2.500 Mann aus dem Annaberger Raum und aus dem ehemaligen Klostergebiet Grünhains. Trotzdem rückte am 30. Oktober 1546 der auf dem niederzwönitzer Gebiet stehende Herzog Moritz weiter vor, überschritt die Grenze nach Zwönitz und stand wenige Tage später in Grünhain. Da Schwarzenberg die Übergabe verweigerte, musste Herzog Moritz vorerst unverrichteter Dinge Richtung Zwickau abziehen.
Kurzzeitig eroberte Kurfürst Johann Friedrich I. seine verlorenen Gebiete wieder zurück, bis er im April 1547 in der Schlacht bei Mühlberg gefangen genommen wurde. Mit dem Sieg fiel die Klosterregion, und somit auch Zwönitz, an den Herzog Moritz. Dieser verfuhr mit Leuten, welche zu seinem Vetter gehalten hatten, nicht sehr glimpflich. So wurden unter anderem Bürgermeister, Richter und Schöppen, auch wenn sie nur aufgrund ihrer evangelischen Überzeugung zum Kurfürsten gehalten hatten, ihres Amtes enthoben, andere Personen wurden aus demselben Grund enteignet. Zwönitz wurde von den kriegerischen Auseinandersetzungen, Brandschatzungen oder Plünderungen voll getroffen.
Bis zum Jahr 1573 befand sich das Amt des der Zwönitzer Küsters, Schulmeisters, Gerichts- und Stadtschreibers noch in den Händen einer Person. Seitdem erfolgte die Trennung zwischen Küster und Schulmeister einerseits und Gerichts- und Stadtschreiber andererseits, weil der Zwönitzer Gerichtsschreiber auch in den Dörfern Kühnhaide, Dittersdorf und Günsdorf und im kurfürstlichen Teil von Lenkersdorf als Gerichtsschreiber fungierte und den Bewohnern „ihre Käufe und Händel schreiben musste“.
Als sich der Beginn des Dreißigjährigen Krieges abzeichnete, wurde die Stadt Zwönitz im Jahre 1605 vom Kurfürsten daran erinnert, dass sie und ihre Dörfer im Kriegsfalle einen Heerwagen zu stellen und instand zu halten hätten, namentlich die folgenden sieben Parteien: „Khinhayda alleine, Tittersdorff und Lenkersdorff, Bernstbach, Beyerfeldt und Wildenawe, Raschow allein, Undterscheibe und Schwarzbach, Hormersdorf alleine, Stedtlein Zwenitz und Günsdorff“. Diese Pflicht war den Orten zwar schon seit etwa über einem Jahrhundert auferlegt, doch durch die lange Friedenszeit und dem wachsenden Wohlstand war diese zusehends vernachlässigt worden. Es handelte sich dabei um eine Art Bagagewagen aus Holz mit Eisenbeschlägen. Der Wagenkasten war mit einer mittels großer Ringe gehaltenen Plane überspannt. Am Wagenkasten hingen mehrere abschließbare Kästen und: „eyn Hakenbuchse und dobey ein Rodehauen, zween Schaffeln, zwey Grabescheydt, zween Flegell, zwey Eyszen und etliche Hufeyßen mit geborlichen Nageln, darzu notturftigen Spiessen und unter iglichen Wagen ein angehangen Brett und allem anderen ins Felt zur Wagenburgk, Streit und Ernste gehörende alszo wohlgerust“.
Dieser Wagen stand seit 20 Jahren unbeachtet in einem Schuppen und war in einem unbrauchbaren Zustand. Daher musste ein neuer Wagen gebaut werden, an dessen Kosten wiederum alle Orte beteiligt wurden. Bei zwei aufeinander folgenden Besichtigungen des Wagens mussten zudem insgesamt 25 Personen verköstigt werden. Außerdem wurden immer häufiger Musterungen (Heeresschauen) zur Feststellung der Verteidigungskraft des Landes in Grünhain, und später in Chemnitz, abgehalten, manchmal sogar mehrmals im Jahr. Dadurch entstanden für Zwönitz sehr hohe Kosten, welche die Parteien (z. B. Dittersdorf) dann anteilig zahlen mussten, wenn auch oft erst nach vielen Mahnungen.
Mitten im Dreißigjährigen Krieg brach am 27. Juni 1640 im heutigen Ortsteil Kühnhaide die Pest aus. Dabei starben mehrere Höfe komplett aus. Im Jahr 1640 starben in Zwönitz 28 Personen an der Pest, in Lenkersdorf zehn, in Kühnhaide 52 und in Dorfchemnitz 53. Es ist nachgewiesen, dass die Pest in der Region auch in den Jahren 1568, 1572, 1577, 1585 und 1598 wütete. Aus den Jahrhunderten zuvor gibt es keine Erkenntnisse. Zum letzten Mal trat die Pest in Zwönitz im Jahre 1680 auf, und seit 1713 ist sie ganz aus dem Erzgebirge verschwunden. So viele Tote durch die Pest wie im Jahre 1640 gab es jedoch sonst nie.

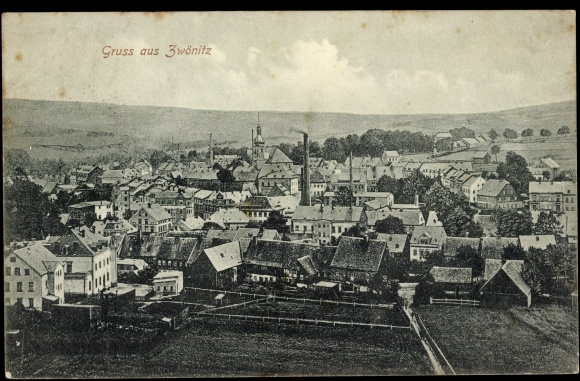
Blick auf das Stadtzentrum um 1909

1873 begannen die Bauarbeiten für die Bahnstrecke Chemnitz–Zwönitz–Lößnitz–Aue–Adorf, welche am 15. November 1875 eröffnet wurde. 1890 kam zur Wahlkampferöffnung August Bebel in die Stadt. 1891 wechselte die schulische und kirchliche Zugehörigkeit der Gemeinde Dittersdorf von Zwönitz nach Lößnitz, in einer anderen Quelle heißt es jedoch: „Um 1870 wurde ganz Lenkersdorf nach Zwönitz eingepfarrt, dafür ganz Dittersdorf zu Lößnitz“.
1889 wurde die Bahnstrecke Zwönitz – Stollberg eröffnet. 1900 folgte die Eröffnung der Bahnstrecke Zwönitz–Scheibenberg über Elterlein. Die Strecke wurde ein Opfer des Zweiten Weltkrieges und fiel im Sommer 1947 als Reparationsobjekt der Besatzungsmacht dem Abbau anheim. 1906–1907 wurde das Königlich Sächsische Amtsgericht errichtet. Das erhaltene Gebäude an der Heinrich-Heine-Straße beherbergte eine Mittelschule (1941–1945), eine Berufsschule (ab 1952), eine Polytechnische Oberschule (1958–1990) und seit 1991 die Mittelschule „Katharina Peters“. Das Gebäude wurde 2013 durch einen funktionalen Sporthallen- und Unterrichtsanbau erweitert.

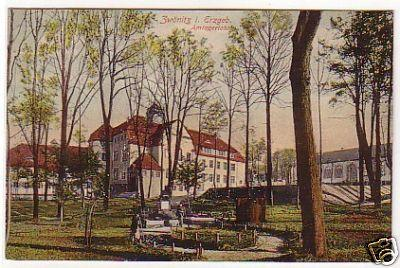
Amtsgericht Zwönitz Eingang um 1900

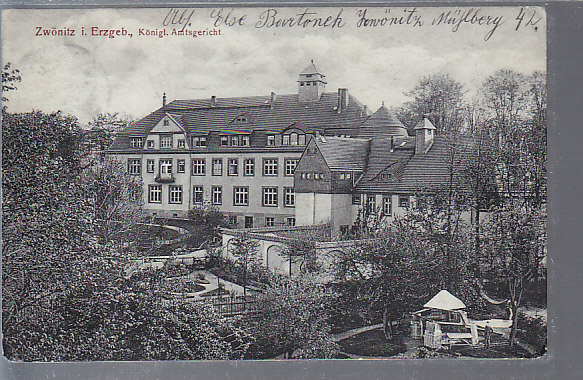
Amtsgericht mit Garten um 1915

Am Ende des Zweiten Weltkrieges hisste die Stollberger Bürgerin Gerta Uhlig eine weiße Fahne, um ein Ende der Kampfhandlungen zu erreichen, und wurde dafür von SS-Männern im Wald an der Landstraße von Zwönitz nach Hoheneck ermordet. Heute befindet sich an der Stelle eine kleine Gedenkstätte.
Zwönitz gehörte von 1875 bis 1910 zur Amtshauptmannschaft Chemnitz, danach bis 1950 zur Amtshauptmannschaft Stollberg. Nach Auflösung des Kreises Stollberg im Jahre 1950 kamen Zwönitz und die Orte Niederzwönitz, Kühnhaide und Lenkersdorf zum Kreis Aue. Nach der Landkreisreform im Jahre 1994 entschieden sich Zwönitz nebst der Ortsteile, die bisher zum Kreis Aue gehört hatten, nicht für den Verbleib im neuen Landkreis Aue-Schwarzenberg, sondern wieder für den Landkreis Stollberg. Seit der sächsischen Kreisreform im Jahr 2008 gehört Zwönitz zum Erzgebirgskreis.
Während der COVID-19-Pandemie war Zwönitz nach Bewertung der Tageszeitung Taz Deutschlands „Coronaleugner-Hochburg“.

### Gedenkstätten
- Gedenk-Kreuz im Heiligen Holz (Brünloser Wald): Zur Erinnerung an eine mutige Frau, die das Hissen der weißen Fahne im April 1945 mit dem Tode bezahlte.
- Platz der Deutschen Einheit: Zwei Originalteile der Berliner Mauer erinnern an die Deutsche Wiedervereinigung 1989/90. Außerdem befindet sich dort eine Skulptur für die Gefallenen der Reicheinigungskriege aus dem 19. Jahrhundert. Dieses Kriegerdenkmal wurde nach dem Zweiten Weltkrieg demontiert und nach 2000 in Anlehnung an das Original neu errichtet.
- Kriegsgrab auf dem Trinitatisfriedhof: Dort findet man einen neu gestalteten Grabstein, in den drei fremd klingende Namen eingraviert sind. Sie gehören Männern aus der ehemaligen Sowjetunion, die hier neben einem unbekannt gebliebenen Mädchen ihre letzte Ruhestatt fanden. Vermutlich waren es Zwangsarbeiter, wie der Zeitraum ihres Todes – 1941 bzw. 1942 – nahelegt. Über ihre Arbeit und die genauen Umstände ihres Todes ist jedoch derzeit nichts Näheres bekannt. Das Grab steht an einer ruhigen, geschützten Stelle und wird bis heute regelmäßig von der Gemeinde gepflegt.[5]
- Anton-Günther-Ecke in der Vorderen Aue
- Bergarbeiter-Denkmal an der Ortsgrenze zu Kühnhaide
- bisher ein Stolperstein, der an eine geistig behinderte und deswegen in Pirna-Sonnenstein getötete Frau aus dem Ortsteil Brünlos erinnert

### Eingemeindungen
- Niederzwönitz wurde am 1. April 1934 eingemeindet.
- Lenkersdorf war am 1. April 1952 der zweite Ort, der eingemeindet wurde.[6]
- Kühnhaide kam am 1. Oktober 1961 hinzu.
- Dorfchemnitz wurde am 1. Januar 1998 eingegliedert.[7]
- Günsdorf (Ausgliederung aus Hormersdorf) folgte 1999 am 1. Januar
- Brünlos folgte im gleichen Jahr 1999 am 1. November.[8]
- Am 1. Januar 2013 wurde Hormersdorf nach Zwönitz eingemeindet.

### Einwohnerentwicklung

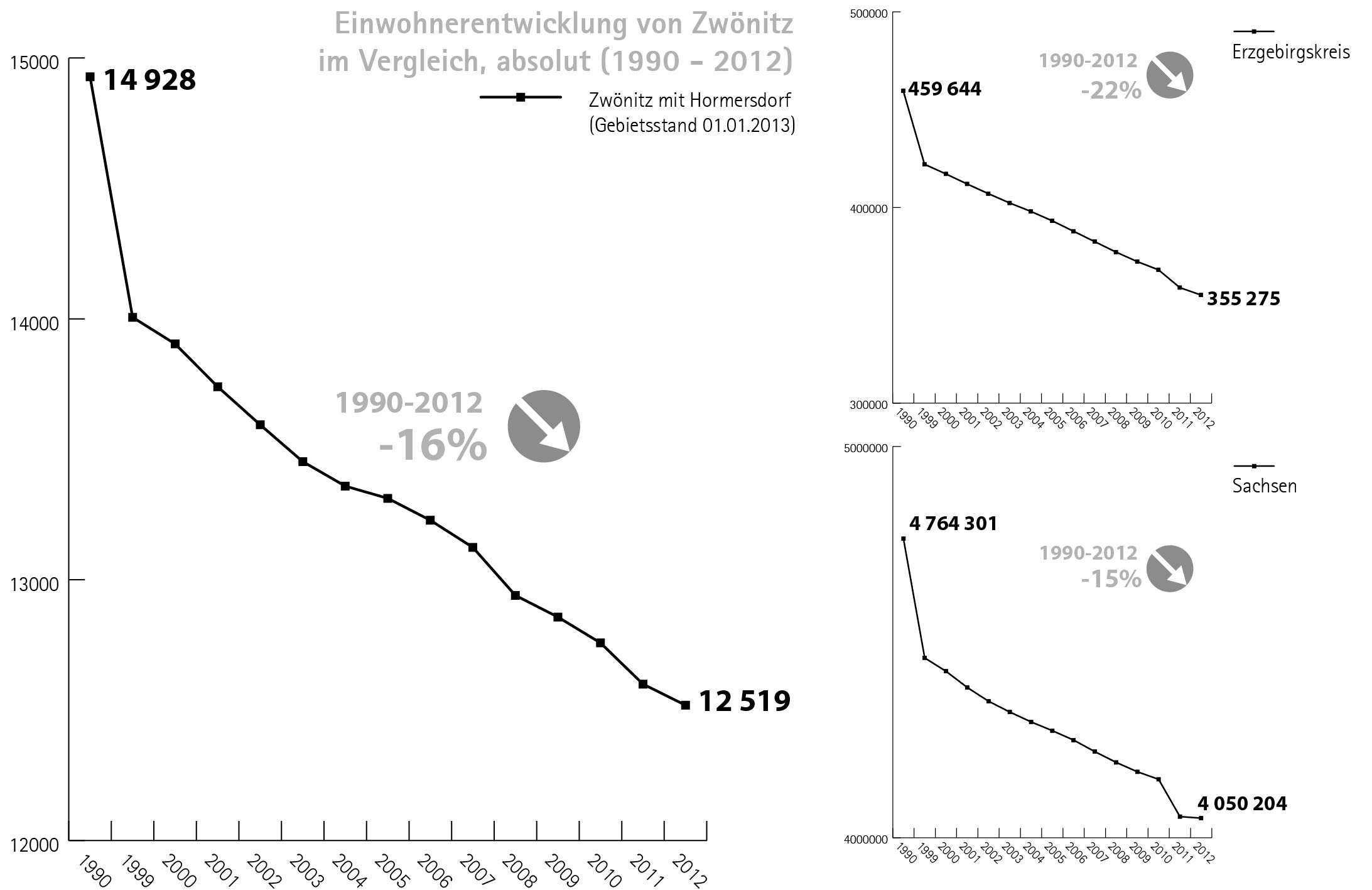
Einwohnerentwicklung von Zwönitz im Vergleich 1990–2012, Datenquelle: Statistisches Landesamt Sachsen

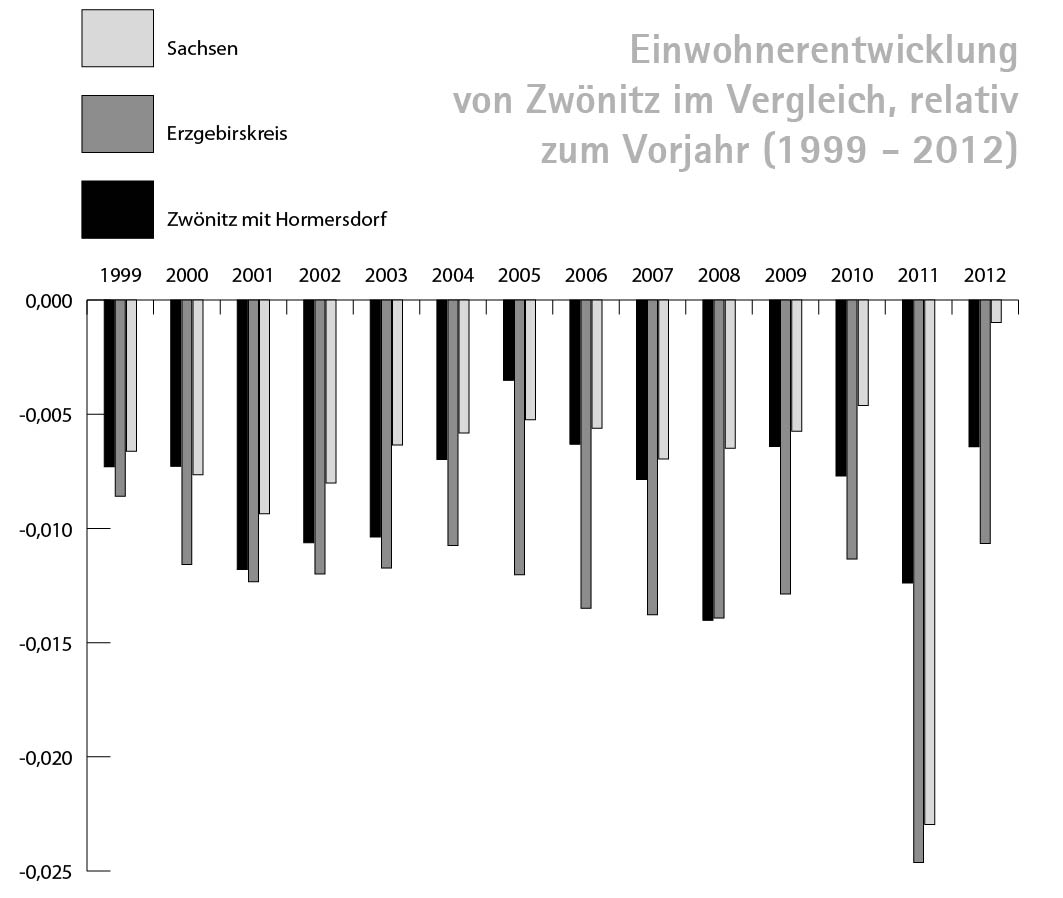
Einwohnerentwicklung von Zwönitz im Vergleich 1999–2012, relativ zum Vorjahr, Datenquelle: Statistisches Landesamt Sachsen

Entwicklung der Einwohnerzahl (ab 1960 31. Dezember):
| - 1542 – 00.570 - 1697 – 00.741 - 1780 – 00.863 - 1800 – 01.242 - 1834 – 01.797 - 1840 – 01.883 - 1890 – 02.931 (1.386 m 1.545 w) - 1926 – 03.760 (1.740 m 2.020 w) - 1933 – 03.852 (1.772 m 2.080 w) - 1934 – 06.699 - 1946 – 07.500 1) - 1950 – 10.617 2) - 1957 – 08.060 - 1960 – 08.307 - 1965 – 09.690 (4.488 m 5.202 w) - 1981 – 11.362 - 1984 – 11.449 - 1990 – 13.105 - 1992 – 12.750 | - 1995 – 12.318 - 1998 – 12.364 - 1999 – 12.276 - 2000 – 12.175 - 2001 – 12.045 - 2002 – 11.905 - 2003 – 11.726 - 2004 – 11.715 - 2005 – 11.696 - 2006 – 11.623 - 2007 – 11.533 - 2009 – 11.278 - 2010 – 11.193 - 2011 – 11.058 - 2012 – 12.519 - 2013 – 12.450 - 2015 – 12.262 - 2016 – 12.126 - 2017 – 12.068 - 2018 – 11.993 - 2019 – 11.910 |

Im eigentlichen Stadtgebiet leben zum Stand 01.01.16 insgesamt 7.033 Einwohner, davon 2.620 in der Altstadt und 4.413 in Niederzwönitz.
Datenquelle vor 1990: Ratsakten Archiv
Datenquelle ab 1990: Statistisches Landesamt Sachsen mit Gebietsstand Januar 2007
1) 29. Oktober
2) 31. August

## Politik

### Stadtrat
Seit der Stadtratswahl am 9. Juni 2024 verteilen sich die 26 Sitze des Stadtrates folgendermaßen auf die einzelnen Gruppierungen:
- CDU: 10 Sitze
- AfD: 7 Sitze
- Mit Mut für Zwönitz: 3 Sitze
- Freie Wähler Gemeinschaft e. V. (FWG): 3 Sitze
- Freie Sachsen: 1 Sitz
- LINKE: 1 Sitz
- SPD: 1 Sitz

| Stadtrat ab 2024Insgesamt 26 Sitze - Linke: 1 - SPD: 1 - FWG: 3 - MMfZ: 3 - CDU: 10 - AfD: 7 - FS: 1 | Liste                           | 2024   | 2024   | 2019   | 2019   | 2014   | 2014   |
| Stadtrat ab 2024Insgesamt 26 Sitze - Linke: 1 - SPD: 1 - FWG: 3 - MMfZ: 3 - CDU: 10 - AfD: 7 - FS: 1 | Liste                           | Sitze  | in %   | Sitze  | in %   | Sitze  | in %   |
| Stadtrat ab 2024Insgesamt 26 Sitze - Linke: 1 - SPD: 1 - FWG: 3 - MMfZ: 3 - CDU: 10 - AfD: 7 - FS: 1 | CDU                             | 10     | 40,7   | 14     | 49,8   | 16     | 57,5   |
| Stadtrat ab 2024Insgesamt 26 Sitze - Linke: 1 - SPD: 1 - FWG: 3 - MMfZ: 3 - CDU: 10 - AfD: 7 - FS: 1 | AfD                             | 7      | 29,0   | 4      | 16,2   | –      | –      |
| Stadtrat ab 2024Insgesamt 26 Sitze - Linke: 1 - SPD: 1 - FWG: 3 - MMfZ: 3 - CDU: 10 - AfD: 7 - FS: 1 | Freie Wähler Gemeinschaft e. V. | 3      | 11,5   | 4      | 16,7   | 2      | 7,4    |
| Stadtrat ab 2024Insgesamt 26 Sitze - Linke: 1 - SPD: 1 - FWG: 3 - MMfZ: 3 - CDU: 10 - AfD: 7 - FS: 1 | Mit Mut für Zwönitz             | 3      | 10,6   | –      | –      | –      | –      |
| Stadtrat ab 2024Insgesamt 26 Sitze - Linke: 1 - SPD: 1 - FWG: 3 - MMfZ: 3 - CDU: 10 - AfD: 7 - FS: 1 | Freie Sachsen                   | 1      | 3,5    | –      | –      | –      | –      |
| Stadtrat ab 2024Insgesamt 26 Sitze - Linke: 1 - SPD: 1 - FWG: 3 - MMfZ: 3 - CDU: 10 - AfD: 7 - FS: 1 | Linke                           | 1      | 2,7    | 3      | 11,3   | 4      | 14,5   |
| Stadtrat ab 2024Insgesamt 26 Sitze - Linke: 1 - SPD: 1 - FWG: 3 - MMfZ: 3 - CDU: 10 - AfD: 7 - FS: 1 | SPD                             | 1      | 2,0    | 1      | 6,0    | 1      | 6,5    |
| Stadtrat ab 2024Insgesamt 26 Sitze - Linke: 1 - SPD: 1 - FWG: 3 - MMfZ: 3 - CDU: 10 - AfD: 7 - FS: 1 | UWZ                             | –      | –      | –      | –      | 3      | 10,9   |
| Stadtrat ab 2024Insgesamt 26 Sitze - Linke: 1 - SPD: 1 - FWG: 3 - MMfZ: 3 - CDU: 10 - AfD: 7 - FS: 1 | FDP                             | –      | –      | –      | –      | –      | 3,2    |
| Stadtrat ab 2024Insgesamt 26 Sitze - Linke: 1 - SPD: 1 - FWG: 3 - MMfZ: 3 - CDU: 10 - AfD: 7 - FS: 1 | Wahlbeteiligung                 | 72,4 % | 72,4 % | 66,3 % | 66,3 % | 55,8 % | 55,8 % |

### Bürgermeister
Uwe Schneider (CDU) 1990–2008
- 10. Juni 2001 – 98,8 % der abgegebenen Stimmen, Wahlbeteiligung 58,7 %, ungültige Stimmen 4,6 % – ohne Gegenkandidaten
- 12. Juni 1994 – 99,2 % der abgegebenen Stimmen – ohne Gegenkandidaten

Wolfgang Triebert (CDU), seit 2008
- Bei der Bürgermeisterwahl am 8. Juni 2008 wurde der einzige Bewerber Wolfgang Triebert (* 1969) mit 93,8 % der Stimmen zum Bürgermeister gewählt. Die Wahlbeteiligung lag bei 50,5 %, wobei 13,8 % der Stimmen ungültig waren.[16] Am 1. August 2008 trat Triebert sein Amt an und löste damit seinen Vorgänger Uwe Schneider (CDU) ab, der die Stadt seit 1990 führte.
- Bei der Bürgermeisterwahl am 7. Juni 2015 wurde Wolfgang Triebert (CDU) mit 57,3 % der Stimmen erneut zum Bürgermeister gewählt. Die beiden Gegenkandidaten Heike Oelschlägel (DIE LINKE, 26,6 %) und Ingolf Leubner (AfD, 16,1 %) sorgten mit ihrer Kandidatur für die erste Zwönitzer Bürgermeisterwahl nach 1990 mit mehr als einem Kandidaten. Die Wahlbeteiligung lag bei 49,4 %, wobei 2,0 % der Stimmen ungültig waren.[17]
- Bei der Bürgermeisterwahl am 12. Juni 2022 wurde Wolfgang Triebert (CDU) mit 74,6 % der Stimmen erneut zum Bürgermeister gewählt. Die einzige Gegenkandidatin Klaudia König (Einzelbewerberin) kam auf 25,4 % der Stimmen. Die Wahlbeteiligung lag bei 56,8 %.[18]

| Wahl | Bürgermeister     | Vorschlag | Wahlergebnis (in %) |
| ---- | ----------------- | --------- | ------------------- |
| 2022 | Wolfgang Triebert | CDU       | 74,6                |
| 2015 | Wolfgang Triebert | CDU       | 57,3                |
| 2008 | Wolfgang Triebert | CDU       | 93,8                |
| 2001 | Uwe Schneider     | CDU       | 98,8                |
| 1994 | Uwe Schneider     | CDU       | 99,2                |

### Wappen

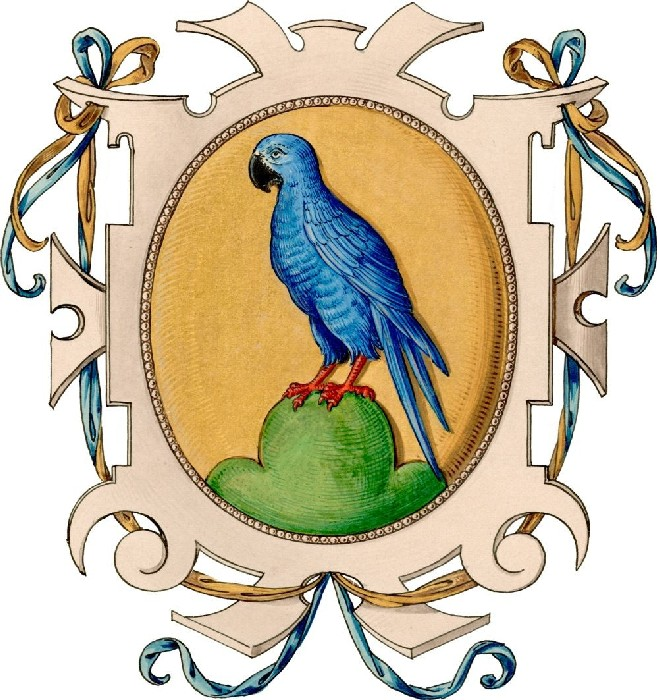
Stadtwappen mit blauem Halsbandsittich

Blasonierung: Ein blauer Sittich auf einem grünen Dreiberg in goldenem Schilde.
Geschichte des ungewöhnlichen Wappens: Das älteste noch erhaltene Siegel datiert aus dem Jahre 1543, es befindet sich im Stadtarchiv Weimar. Bereits dieses zeigt einen Sittich auf einem Dreiberg. In späteren Darstellungen ist ein afrikanischer blauer Halsbandsittich (Psittacula krameri) zu erkennen. Es ist auf das Zisterzienserkloster Grünhain zurückzuführen. Abt Brüning des Klosters Buch gründete mit acht weiteren Mönchen aus dem Mutterkloster Sittichenbach das Kloster Grünhain. Das dortige Klosterwappen zeigte bereits 1362 zwei Sittiche.

### Städtepartnerschaften
- 1990: Heiligenhaus (Nordrhein-Westfalen)
- 1994: Kopřivnice (Tschechische Republik)
- 1995: Magyarpolány (Ungarn)
- 2001: Myszków (Polen)
- 1997: Puschendorf (Bayern) – übernommen mit der Eingemeindung von Dorfchemnitz
- 1992: Obermichelbach (Bayern) – übernommen mit der Eingemeindung von Hormersdorf

### Flurbereinigung
Mit Beschluss vom 19. April 2000 wurden die Flurbereinigungsverfahren Niederzwönitz (Verfahrensgebiet: Teile der Gemarkungen Niederzwönitz, Zwönitz und Dorfchemnitz) und Kühnhaide-Lenkersdorf (Verfahrensgebiet: Teile der Gemarkungen Kühnhaide, Lenkersdorf und Zwönitz) angeordnet. Für die Ortsteile Brünlos, Dorfchemnitz und Günsdorf sind Flurbereinigungsverfahren in Vorbereitung.

## Kultur und Sehenswürdigkeiten

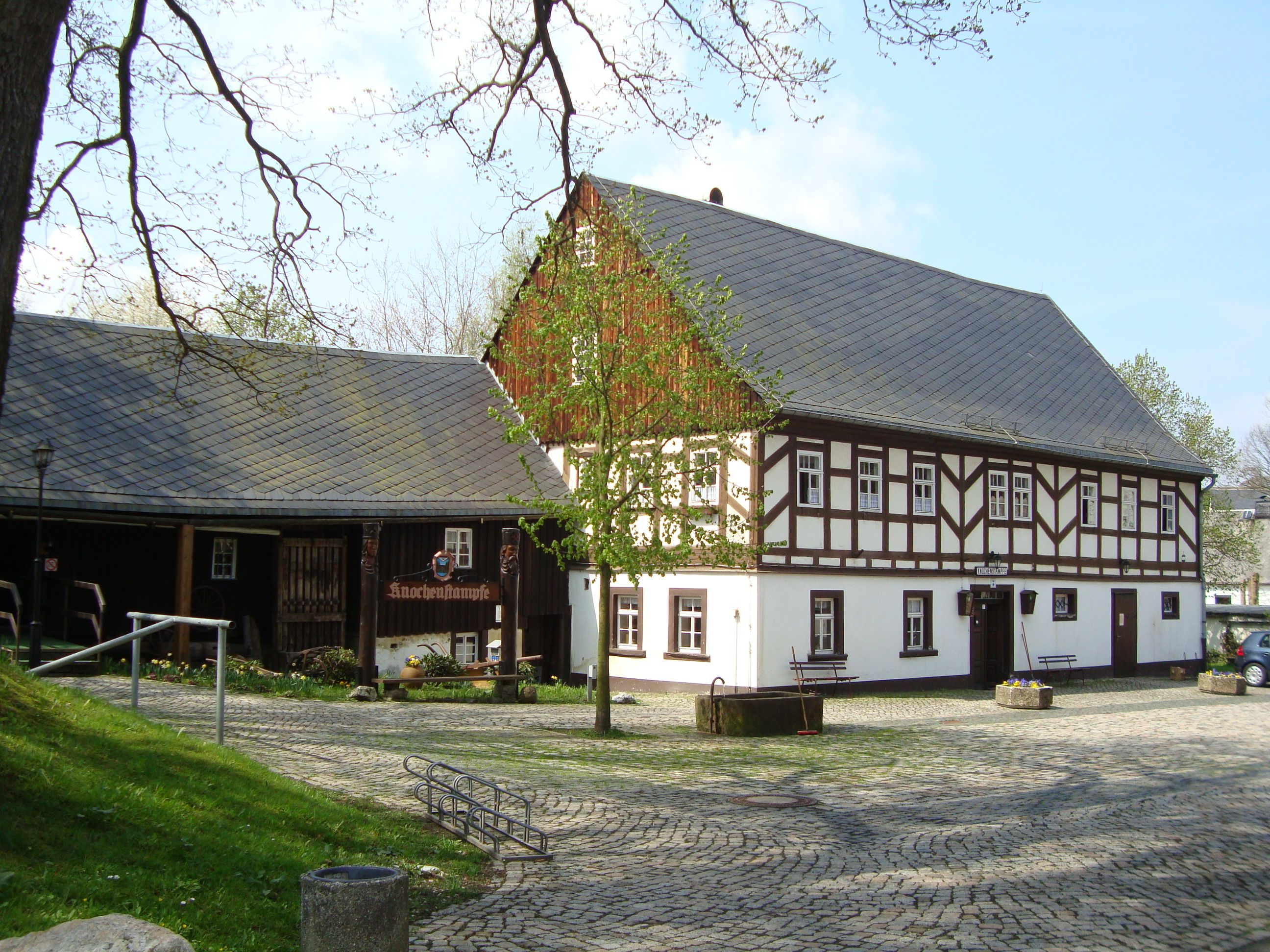
Heimatmuseum Knochenstampfe in Dorfchemnitz

### Museen

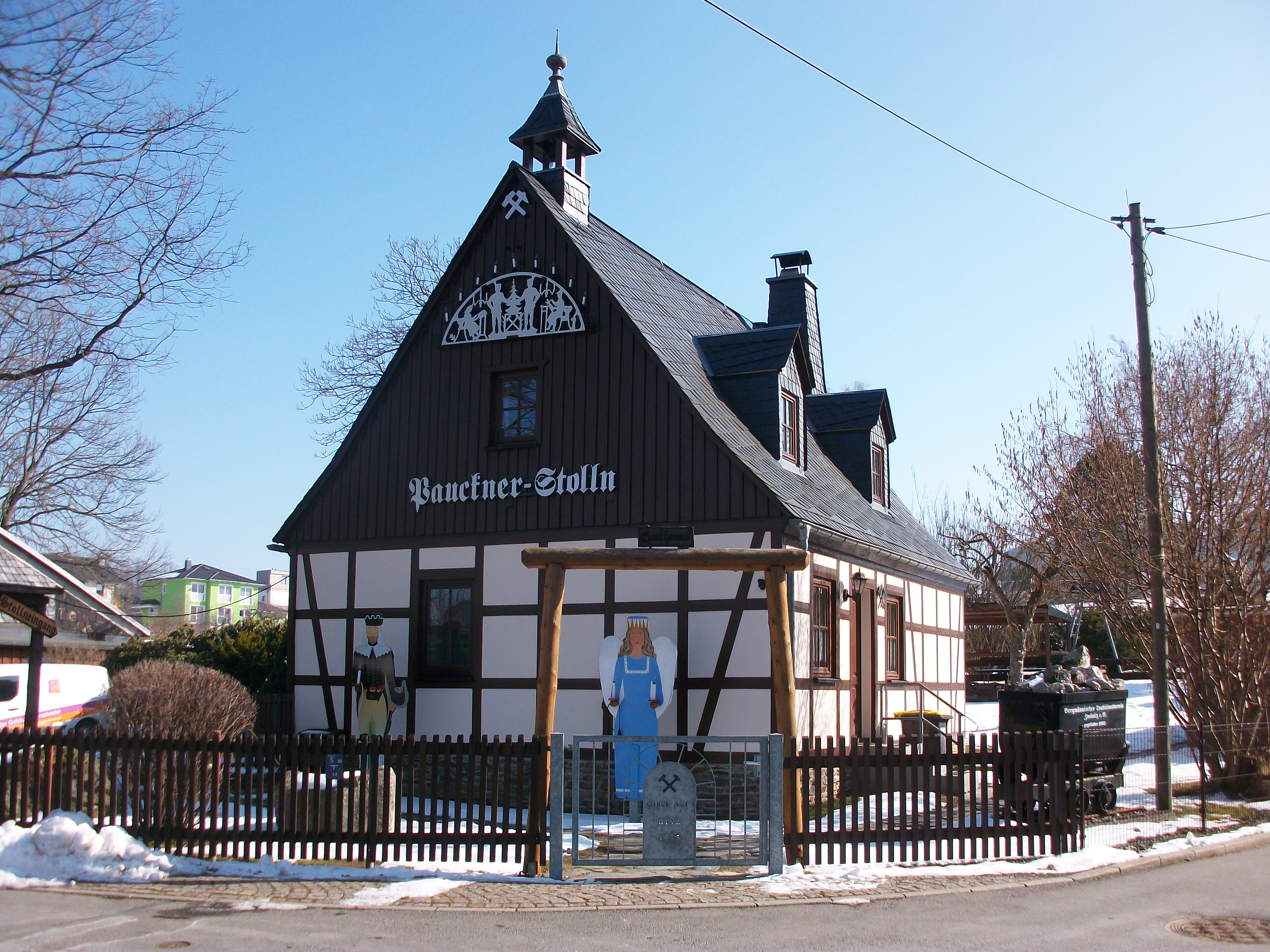
Kühnhaide, Pauckner-Stolln

- Die Papiermühle Niederzwönitz am Köhlerberg ist eines der bedeutendsten Technischen Museen des Erzgebirges. Sie wurde 1568 erstmals urkundlich erwähnt. Die Papierarbeiter schöpften hier aus Hadern und Lumpen Büttenpapier. Die Industrialisierung im 19. Jahrhundert führte zu einer Sortimenstsänderung hin zu Hart- und Graupappen für Möbel und Verpackungsmittel. Wegen Unwirtschaftlichkeit wurden die historischen Anlagen 1973 stillgelegt und an die Stadt Zwönitz verkauft. Es folgte eine Restaurierung für eine künftige museale Nutzung. Das Technische Museum wurde 1984 eröffnet. Mit ihrem Maschinenpark aus Kugelkocher, Kollergang, Holländer, Pappenmaschine, Nasspresse und Walzwerk, die Teils durch Wasserkraft, Teils durch historische Elektromotoren angetrieben werden, gilt die Einrichtung als älteste noch funktionstüchtige Papiermühle Deutschlands.[20] Seit 2019 ist die Papiermühle assoziierter Bestandteil des UNESCO-Weltkulturerbes „Montanregion Erzgebirge/Krušnohoří“.[21]
- Die Knochenstampfe im Ortsteil Dorfchemnitz ist die einzige öffentlich zugängliche Knochenmühle im Erzgebirgsraum. Sie befindet sich in einem früheren Bauernhof. Attraktionen sind ein durch ein Wasserrad angetriebenes Stampfenwerk, das für die Zerkleinerung von Tierknochen zu Dünger verwendet wurde sowie ein Steinbackofen aus dem Jahre 1585. Die Ausstellung widmet sich dem vorindustriellen, ländlichen Leben im sächsischen Erzgebirge. Andere Ausstellungsteile sind der Strumpfindustrie als lokal bedeutendsten Wirtschaftszweig gewidmet. Die reiche Volkskunstsammlung beinhaltet neben zahlreichen Schnitzarbeiten und einer Sammlung historischer Weihnachtspyramiden zwei funktionstüchtige mechanische Weihnachtsberge. Im Zuge umfassender Sanierungsarbeiten erfolgt eine Neukonzeption sowohl der Ausstellungsräume als auch des Außengeländes. So sollen in einem Bauerngarten künftig alte Sorten für das Erzgebirge traditionell bedeutsamer Nutzpflanzen angebaut werden.[22]
- In einer gut erhaltenen und modernisierten Villa im Stil der Neorenaissance (nach seinem früheren Besitzer Austel-Villa genannt) wird die Raritätensammlung des Zwönitzer Ehrenbürgers Bruno Gebhardt (1894–1975) mit Exponaten aus über 60 Fachgebieten wie Insekten, Fossilien, Mineralien, mechanische Musikgeräte, Uhren, Waffen, Orden und Medaillen, Volkskunst und Alltagsgegenstände gezeigt. Die Münzen, Briefmarken, Porzellanfiguren, Pfeifen, Taschen oder Mobiliar, die der Autodidakt nicht nur gesammelt, sondern auch geordnet und in Ansätzen wissenschaftlich erschlossen hat. Die umfangreiche Privatbibliothek des Sammlers steht Nutzern im Rahmen der Öffnungszeiten oder auf Anfrage zur Verfügung.[23]
- Pauckner-Stolln in Kühnhaide

### Kirchen
Trinitatiskirche Zwönitz

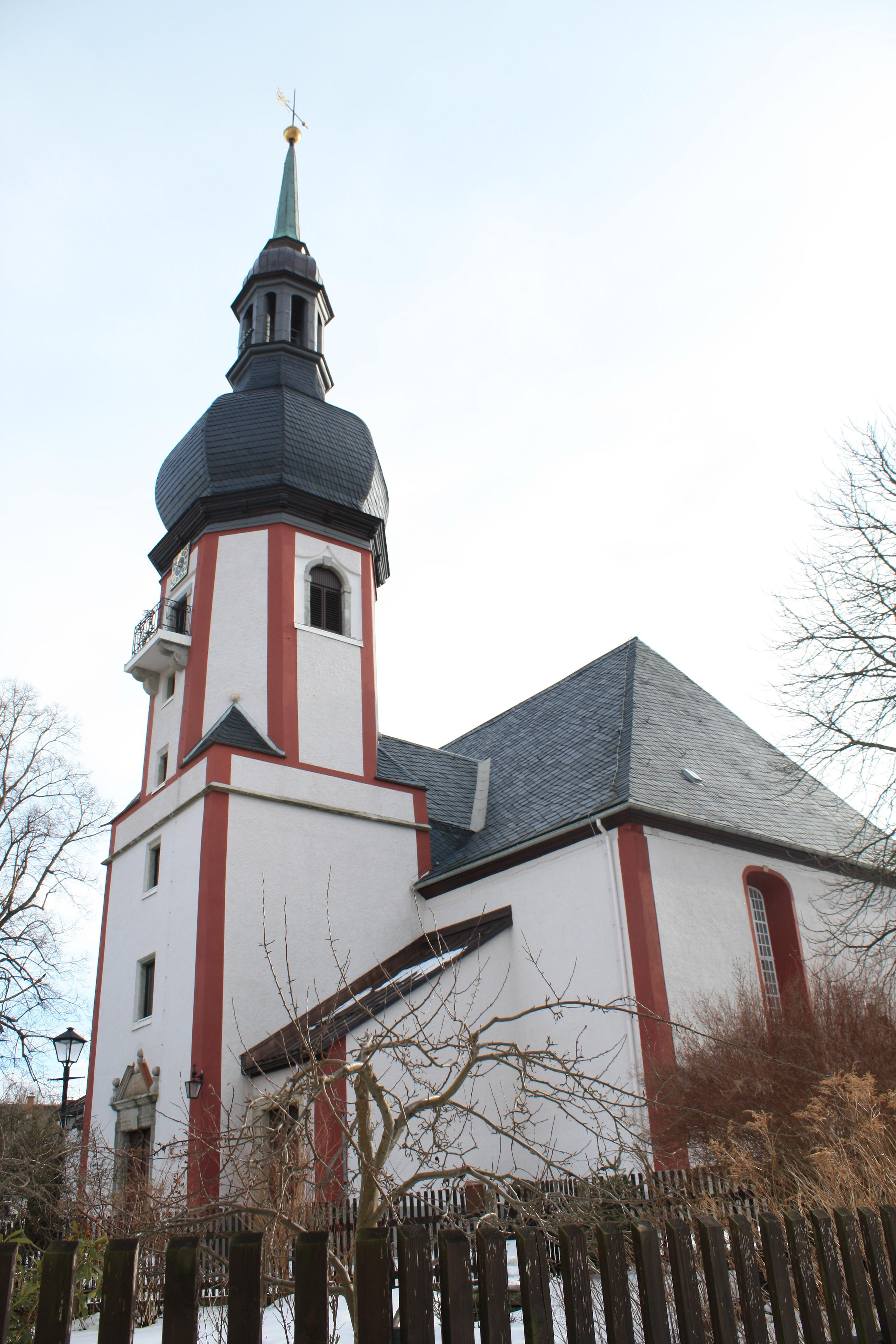
Trinitatiskirche

Die barocke, einschiffigeevangelische Trinitatiskirche wurde von 1688 bis 1692, nach einem Stadtbrand, wieder aufgebaut. Die barocke Innenausstattung ist zur Weihnachtszeit mit einem Bornkinnel bereichert. Die farbig bemalte, barocke Figur von 1688 steht, mit einem roten Samtkleid geschmückt, auf einer mit Sternen verzierten Kugel und trägt in ihrer linken Hand eine Weltkugel mit einem aufgerichteten Kreuz.
Katholische Kirche St. Peter und Paul (Zwönitz)
Der erste Spatenstich für die Pfarrkirche St. Peter und Paul und das Pfarrzentrum erfolgte am 18. September 1993 durch den Bischof Joachim Reinelt. Am 20. Oktober legte man den Grundstein und weihte ihn durch den damaligen Dekan Claus Vollmeyer. Das Richtfest konnte am 4. Februar 1994 gefeiert werden. Am 23. Mai 1994 wurde die Pfarrkirche mit dem Gemeindezentrum durch Bischof Joachim Reinelt geweiht. Neben der Kirche sind im nördlichen Flügel Pfarrbüro, Wohnungen und Sanitärräume, im Südflügel Gemeinde-, Unterrichts- und Freizeiträume untergebracht. Eine hölzerne sechseckige Kuppel überdacht Altar und Kirchraum und ist somit Symbol für das Zelt Gottes auf Erden.

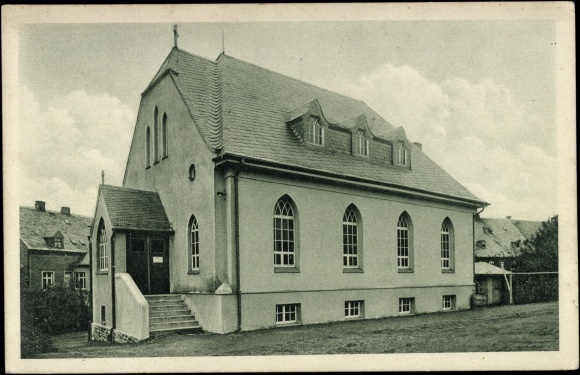
Friedenskirche in Zwönitz um 1900

Ev.-Meth. Friedenskirche' (Zwönitz)
Am 11. September 1926 fand der erste Spatenstich zum Bau der Kirche statt. Am 30. Januar 1927 konnte die Einweihung der Friedenskirche gefeiert werden. Unter der Leitung von Johannes König wurden 1991/92 umfangreiche Sanierungsmaßnahmen durchgeführt.

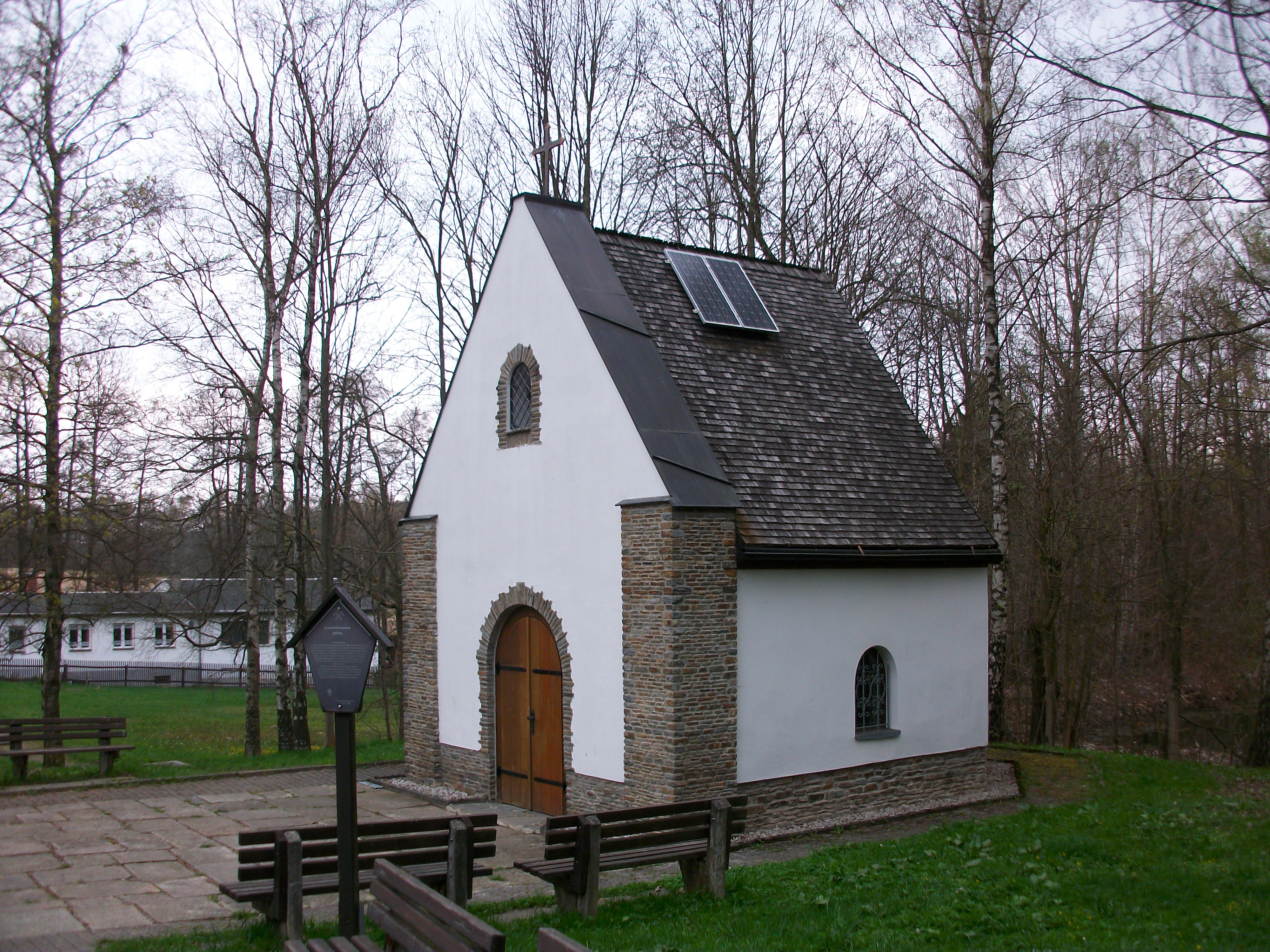
Kapelle St. Anna

Katholische St.-Annen-Kapelle (Zwönitz)
Im Jahre 1613 berichtet der Leibarzt des Bischofs zu Bamberg Henning Scheunemann, dass nach der Erzählung des Peter Richter aus Zwönitz im Quellgebiet der Heilquellen (später „Guter Brunnen“), auf Niederzwönitzer Flur, früher eine Kapelle zu Ehren der Heiligen Anna errichtet gewesen wäre, die aber aufgrund eines Unwetters um 1550 eingestürzt sei. Scheunemann habe noch die Grundmauern und viele Dachziegel davon gesehen. Chronisten berichten weiter, dass in vorreformatorischer Zeit tausende Wallfahrer den Brunnen besucht haben. 1997/98 ließ die Stadt Zwönitz in einer ABM die St. Annenkapelle wieder erstehen und übereignete sie der katholischen Kirchengemeinde. Am St. Annentag 1998, den 26. Juli, wurde die Kapelle durch den Weihbischof des Bistums Meißen/Dresden geweiht.
Ev.-Luth. Kirche St. Johannis (Niederzwönitz)
Der Grundstein für den Neubau der Ev.-Luth. Kirche St. Johannis in Niederzwönitz wurde am 2. Mai 1789 gelegt, die Weihe erfolgte 1793. Damals konnte noch kein Turmbau bewerkstelligt werden, da die finanziellen Mittel aufgebraucht waren. Die Baukosten beliefen sich bis zu diesem Zeitpunkt auf 5361 Reichstaler. Erst eine ausgedehnte „Pfennigsammlung“ 1819 bis 1821 ermöglichte dieses Vorhaben. Im Juli 1821 wurde der Turm fertiggestellt. Bereits 1802 war die alte Kirchuhr wieder in den unvollendeten Turm gehängt worden. Zu Anfang des 19. Jahrhunderts urteilte des Handbuch der Topographie Sachsens: „das Kirchgebäude gehört unter die ausgezeichnetsten auf dem Lande“. Zur Pfarrei Niederzwönitz gehörte von jeher die St. Blasiuskirche, in welcher früher jährlich dreimal (Sonntag nach Neujahr, Quasimodogeniti, Trinitatis) Gottesdienst und Abendmahl gehalten wurden.

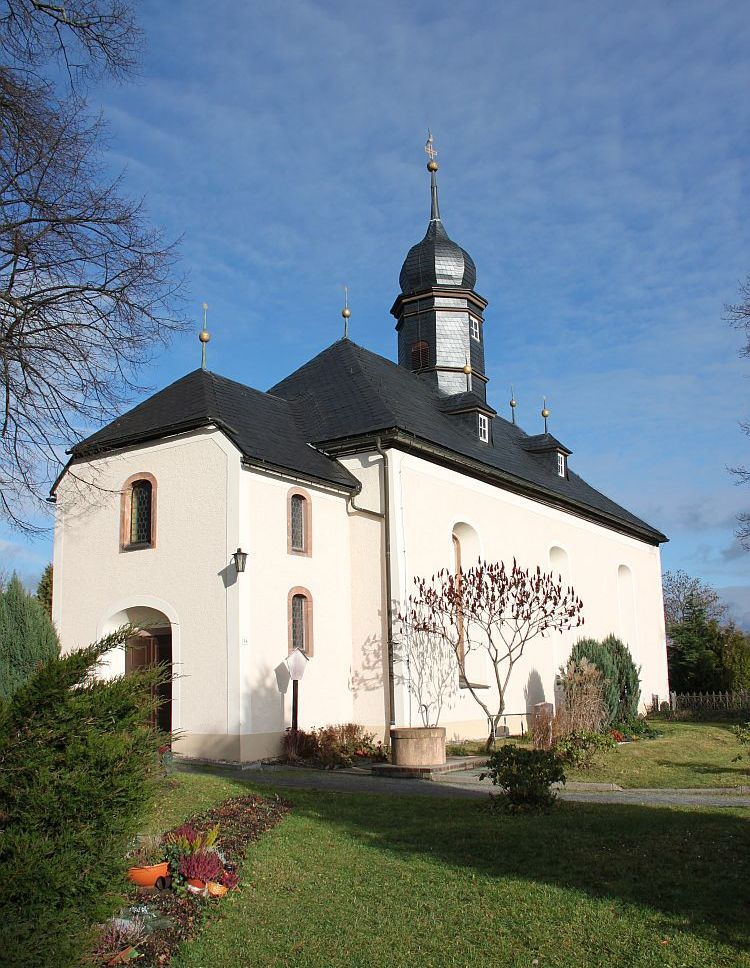
St. Blasius

Ev.-Luth. Kirche St. Blasius (Niederzwönitz)
Die steinernen Umfassungsmauern mussten vermutlich 1483 teilweise erneuert werden (erst war die Kirche aus Holz erbaut) und 1668 machte sich eine Reparatur des Oberteils der Kirche erforderlich. Ab 1707 erfolgte eine völlige Neugestaltung der baufälligen Kirche. Turm und Dach entstanden neu, die Innenausstattung im sogenannten „Bauernbarock“ war 1712 abgeschlossen. Eine zeitgenössische Darstellung beschreibt die Kirche als „steinern mit Schieferdach – Decke, Kanzel und Chöre sind blau gestrichen […] hier wird nur 3 mal jährlich sowie bei Begräbnissen gepredigt“. In späterer Zeit wurde vieles übermalt. Die letzte Renovierung erfolgte 1899. Für die St. Blasiuskirche hatte Meister Peter Breuer aus Zwickau um 1515 einen gotischen Marienaltar geschaffen.
Als Gesamtwerk stand er jedoch nur wenige Jahre in der Kirche. Der Mittelteil des Altars ging 1567 auf kurfürstlichen Befehl nach Neudorf bei Annaberg. Das Gesprenge verblieb in St. Blasius bis 1899. Auch ein seit ca. 1650 in der Kirche befindliches Altarbild wurde abgegeben, und zwar an die Kirche zu Hormersdorf.
Geläut
Das Geläut besteht aus zwei Stahlhartgussglocken, der Glockenstuhl ist aus Eichenholz, die Glockenjoche sind aus Stahl, gekröpft gefertigt
Im Folgenden eine Datenübersicht des Geläutes:
| Nr. | Gussdatum | Gießer                                 | Durchmesser | Masse  | Schlagton |
| --- | --------- | -------------------------------------- | ----------- | ------ | --------- |
| 1   | 1921      | Glockengießerei Schilling & Lattermann | 800 mm      | 285 kg | h′        |
| 2   | 1973      | Glockengießerei Schilling & Lattermann | 650 mm      | 170 kg | d″        |

Ev.-Luth. Kirche Dorfchemnitz

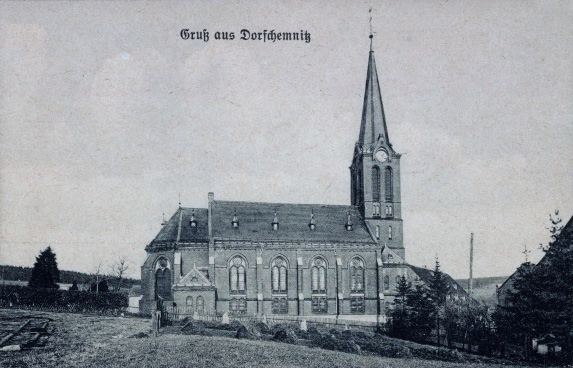
Kirche Dorfchemnitz 1907

Im Jahre 1879 schrieb die Kirchenstatistik für Sachsen zur Kirche in Dorfchemnitz: „Die vor der Reformation erbaute Kirche ist klein und düster, ein Neubau höchst wünschenswert“. Tatsächlich kam 1892/93 ein Neubau zustande. Die alte Kirche wurde im August 1892 abgerissen, die Weihe der neuen nach Plänen des Dresdner Architekten Christian Gottfried Schramm erbauten Kirche erfolgte bereits am 13. November 1893. Aus diesem Jahr stammt auch die Orgel, die 1949 und 1953 jeweils überarbeitet wurde. 1906 erhielt die Kirche eine Dampfheizung, 1911 elektrische Beleuchtung. Bis heute hat die Kirche ihr Aussehen weitestgehend bewahrt.
Ev.-Luth. Kirche Brünlos (Brünlos)
Die Kirche zu Brünlos stellt insofern einen Sonderfall dar, als sie über viele Jahrhunderte an die Mutterkirche Stollberg angeschlossen war. Ein vorreformatorisches Kirchgebäude, dessen Ursprung zeitlich nicht genau bestimmt werden kann, erfuhr um 1660 eine grundlegende Erneuerung, gleiches geschah nochmals im Jahre 1833. „Sachsens Kirchengalerie“ (1841) bemerkt über die Kirche zu Brünlos lediglich das Tochterverhältnis zu Stollberg sowie als besondere Ausstattung einen steinernen Altar und zwei zinnerne Leuchter. Nach zähem Ringen erhielt Brünlos zu Anfang des Jahres 1893 den Status einer eigenen Pfarrei. Als Tochterkirche war Brünlos bisher ohne eigene Pfarrstelle gewesen, das Predigtamt war vom Stollberger Diakon wahrgenommen worden.
Die äußere Gestalt der Brünloser Kirche repräsentiert die typische erzgebirgische Dorfkirche mit massivem Turm in Form eines Dachreiters. Eine Generalüberholung erfuhr der Kirchturm 1995. Zeitgleich wurde das alte Stahlgeläut von 1921 durch ein kleineres und leichteres Bronzegeläut ersetzt. Die Stahlglocken gingen an verschiedene litauische Kirchgemeinden, wo sie noch heute läuten. Die wohl wertvollsten Stücke der Innenausstattung stellen zwei Altarfiguren aus der Zeit um 1400 dar. Nach weit verbreiteter Meinung verkörpern sie Maria und Joseph. Die Josephfigur erinnert in ihrem Aussehen jedoch stark an einen Mönch, was eine Verbindung zum Kloster Grünhain vermuten lässt. Außerdem ist ein bisher nicht genau zu datierender Taufstein zu nennen (um 1600).
Geläut

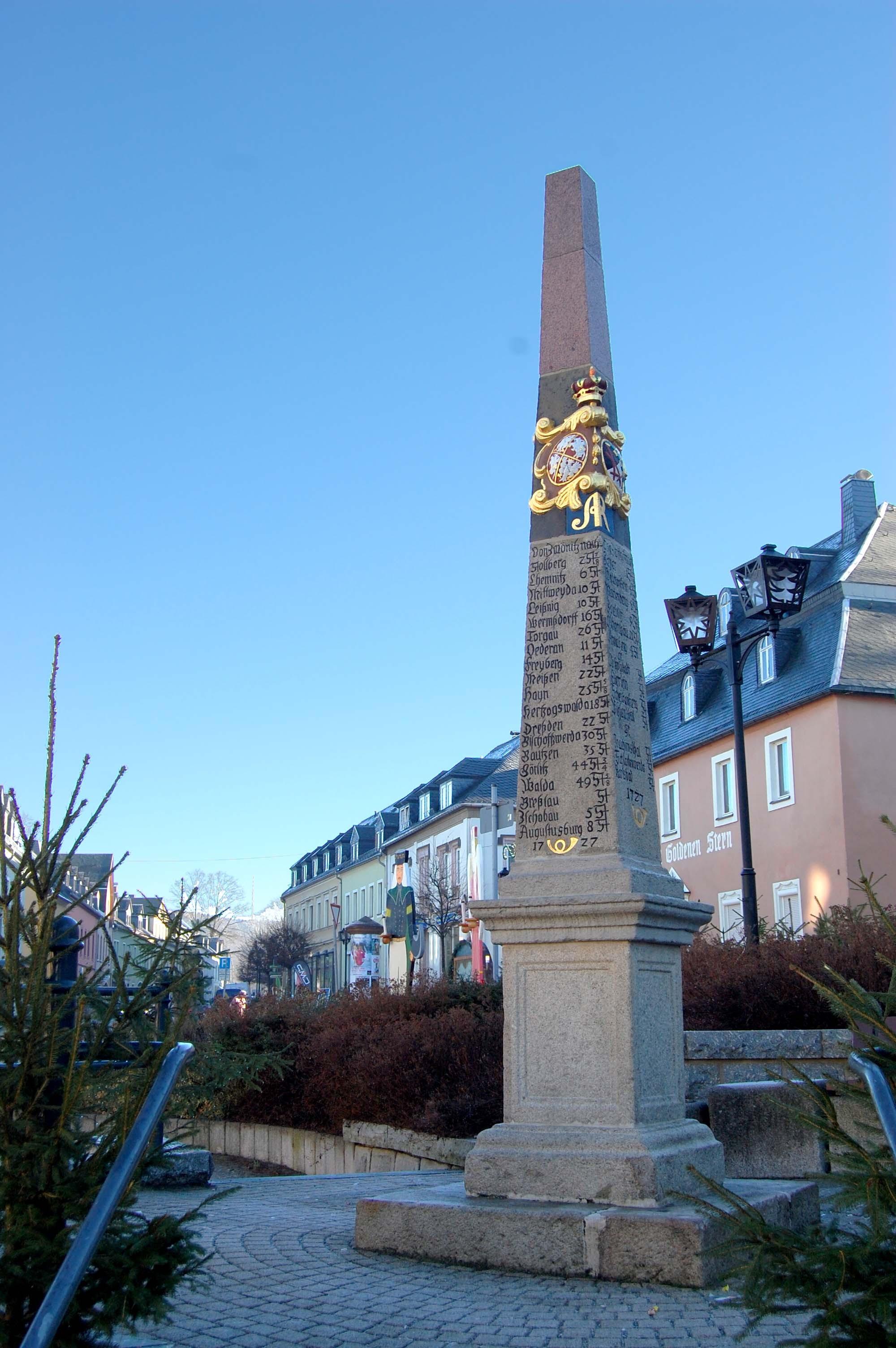
Postmeilensäule vor dem Gasthof Zum Goldenen Stern

Das Geläut besteht aus drei Bronzeglocken, der Glockenstuhl ist aus Eichenholz und wurde 1996 erneuert, wie auch die Joche. Im Folgenden eine Datenübersicht des Geläutes:
| Nr. | Gussdatum | Gießer                      | Durchmesser | Masse  | Schlagton |
| --- | --------- | --------------------------- | ----------- | ------ | --------- |
| 1   | 1996      | Glockengießerei Lauchhammer | 807 mm      | 307 kg | b′        |
| 2   | 1996      | Glockengießerei Lauchhammer | 662 mm      | 170 kg | d″        |
| 3   | 1996      | Glockengießerei Lauchhammer | 549 mm      | 97 kg  | f″        |

Ev.-Luth. Kirche Hormersdorf
Wann die Kirche in Hormersdorf erbaut wurde, ist nicht überliefert. Sie ist wahrscheinlich in ihrem ältesten Teil schon zur Ortsgründung entstanden. Es ist davon auszugehen, dass sie Ende des 13. Jahrhunderts errichtet wurde.
Vermutlich war die erste Kirche im Dorf nur eine kleine hölzerne Wegkapelle. Später, vermutlich im 14. oder 15. Jahrhundert, baute man die Kirche mit seinem barocken Dachreiter, die heute noch steht. Im Mittelalter umgab sie und den Kirchhof eine kreisrunde dicke Mauer mit einem Eingangsturm. Die ganze Anlage trug den Charakter einer Wehrkirche. Sie war vermutlich dem Heiligen Hieronymus geweiht (Bildnis an der hinteren oberen Empore). Ein Teil dieser Mauer steht noch. Die jetzige Sakristei gehört zum ältesten Stück des Gotteshauses. Ein alter Ausgussstein stammt aus vorreformatorischer Zeit. Ebenfalls in der Sakristei befindet sich ein hölzerner Torso aus dem 12. oder 13. Jahrhundert – der Körper des Gekreuzigten. Früher wurde dort der restliche Wein vom Abendmahl hineingegossen. Bei Umbauarbeiten fand man 1827 einen ehemaligen „Weihkesselstein“, der dann zum Taufstein umgearbeitet wurde. Die zinnerne Taufschale enthält die Jahreszahl 1732. Sie wurde gestiftet, nachdem die bisherige mit den Leuchtern und dem gesamten Abendmahlsgerät gestohlen worden war. Die Haube auf dem Taufstein wurde 1962 angefertigt. Früher hing ein geschnitzter Taufengel in der Kirche. Seit Weihnachten 2002 ziert jeweils zum Fest ein von Schnitzern geschaffener Verkündigungsengel den Deckel des Taufsteins. Die jetzige Orgel stammt von der Firma Voigt / Bad Liebenwerda. Der Prospekt stammt noch von einer ehemaligen Steinmüller-Orgel (Orgelbauer aus Grünhain) von 1830. 1915 kam eine Werksorgel der Firma Eule in die Kirche.
Geläut
Das Geläut besteht aus drei Bronzeglocken, der Glockenstuhl ist aus Stahl, die Glockenjoche sind aus Stahl, gekröpft gefertigt
Im Folgenden eine Datenübersicht des Geläutes:
| Nr. | Gussdatum | Gießer                        | Durchmesser | Masse  | Schlagton |
| --- | --------- | ----------------------------- | ----------- | ------ | --------- |
| 1   | 1904      | Glockengießerei C.A. Bierling | 965 mm      | 480 kg | as′       |
| 2   | 1949      | Glockengießerei S. Schilling  | 755 mm      | 260 kg | c″        |
| 3   | 1898      | Glockengießerei Gebr. Jauck   | 650 mm      | 140 kg | es′       |

### Postmeilensäulen
In der Mitte des Marktplatzes steht eine kursächsische Postmeilensäule, die 1727 aus Greifensteinegranit gefertigt und 1728 aufgestellt. Im 20. Jahrhundert wurde ein Wappenstück aus Elbsandstein nachgebildet (original: Niederschönaer Sandstein). Außerdem wurden Nachbildungen eines kursächsischen Viertelmeilensteines, einer kursächsischen Halbmeilensäule und einer kursächsischen Ganzmeilensäule in Zwönitz unweit der Originalstandorte an der alten Poststraße von Chemnitz nach Schwarzenberg aufgestellt.

### Hotel Roß
Das Hotel Roß wurde 1537 erbaut und verdankt sein heutiges Aussehen den Umbauarbeiten von 1943. Der Betreiber wirbt mit dem Slogan „Ältestes Gasthaus Sachsens“. Auf seinem massiven Erdgeschoss ruht ein mit geschweiften Andreaskreuzen geschmücktes Fachwerkobergeschoss mit zweietagiger Fensteranordnung in Richtung Markt und einem abgewalmten, schiefergedeckten Mansarddach. 1986 wurde das Gasthaus unter dem Namen „Zur Sonne“ als Kulisse in dem Film Das Buschgespenst verwendet, der ersten DDR-Verfilmung eines Karl-May-Romans.

### Villa Austel und Austelpark
Austelvilla

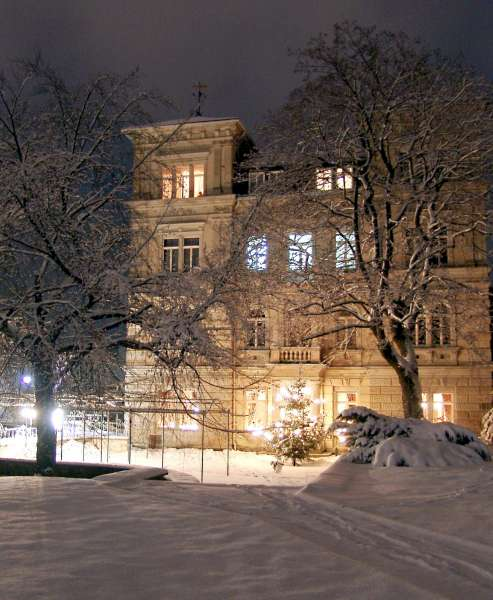
Austel Villa im Winter

Erbaut wurde die Villa im Stil des Neoklassizismus in den Jahren 1885/86 von Gustav-Friedrich Austel (1818–1891) und seiner Frau Ida-Franziska Austel, geb. Woller (1831–1909). Die Familie Austel war ein altes, vermögendes und angesehenes Bauerngeschlecht in der damals selbständigen Gemeinde Niederzwönitz. Sie ließen der ärmeren Bevölkerung einen Teil ihres Vermögens in Form von Legaten zugutekommen. Nach dem Zweiten Weltkrieg war kurzzeitig die russische Stadtkommandantur in der Villa untergebracht. Bis in die 1950er Jahre praktizierte W. F. Ullrich, ein Nachkomme der Familie Austel, in der Etage der Villa, in welcher sich seit 1993 ein Restaurant befindet.
In der DDR wurde die Villa zuerst als Bürogebäude und später als Lehrlingswohnheim der hiesigen LPG genutzt. Seit der Wiedervereinigung, nach Rückgabe an die Stadtverwaltung, wurde durch diese der Innen- und Außenbereich umfangreich renoviert.
Austelpark
Schon vor dem Bau der Austelvilla soll der Park gestaltet worden sein. 1848 wird in den Archiven der Donatsbusch erwähnt, was darauf hindeutet, dass dort Gehölze standen. Der Park wurde im Stil des Englischen Gartens errichtet und zeichnete sich durch unzählige hochwertige Skulpturen, Pavillons, Grotten und Schmiedearbeiten aus. Der vielfältige Gehölzbestand des Austelparks gehört aufgrund des Vorhandenseins von vielen alten Bäumen mit Höhlen und Totholz zu den artenreichsten und ökologisch wertvollsten von Zwönitz und seiner Umgebung. Während des Zweiten Weltkrieges und der DDR verlor der Park seine wertvollen Skulpturen aus Naturstein sowie Metall und seine Landschaftsarchitekturen, wie Pavillons. Der Park wurde 1977 unter Naturschutz gestellt. Ab 1990 wurde der Park in Anlehnung an die ursprüngliche Gestaltung erneuert. Dabei wurden Wege angelegt, Bänke aufgestellt, eine Grotte, eine Bastei, Pavillons und ein Bienenhaus errichtet. Die originalen Skulpturen und Landschaftselemente wurden weder wiedergefunden, noch original rekonstruiert.

### Fronveste
Am 27. Juni 2009 wurde der Nachbau einer Fronveste in der Nähe der Austelvilla als Unterkunft der Zwönitzer Nachtwächter eingeweiht.

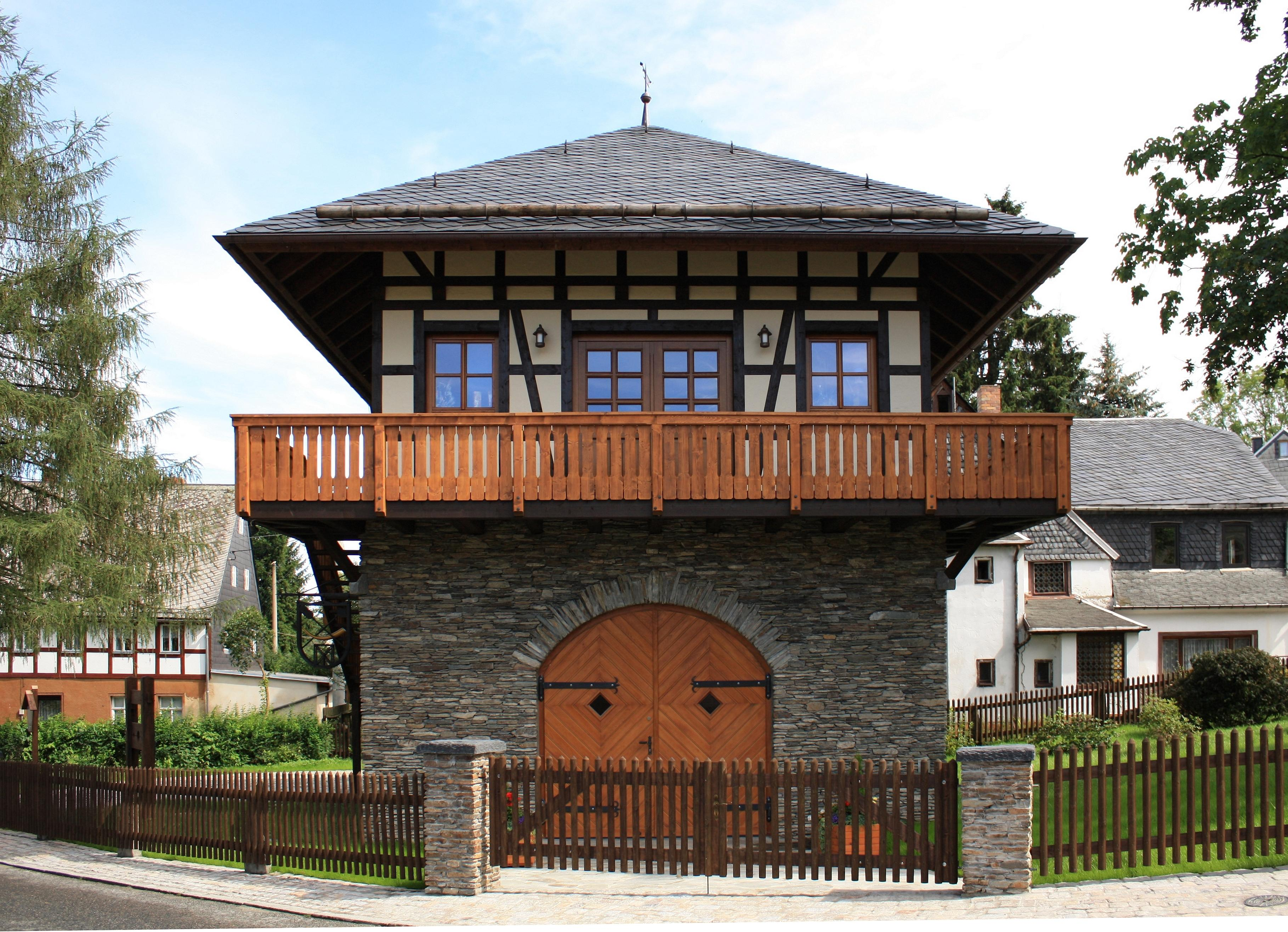
Nachbau der Fronveste

### Bad Guter Brunnen

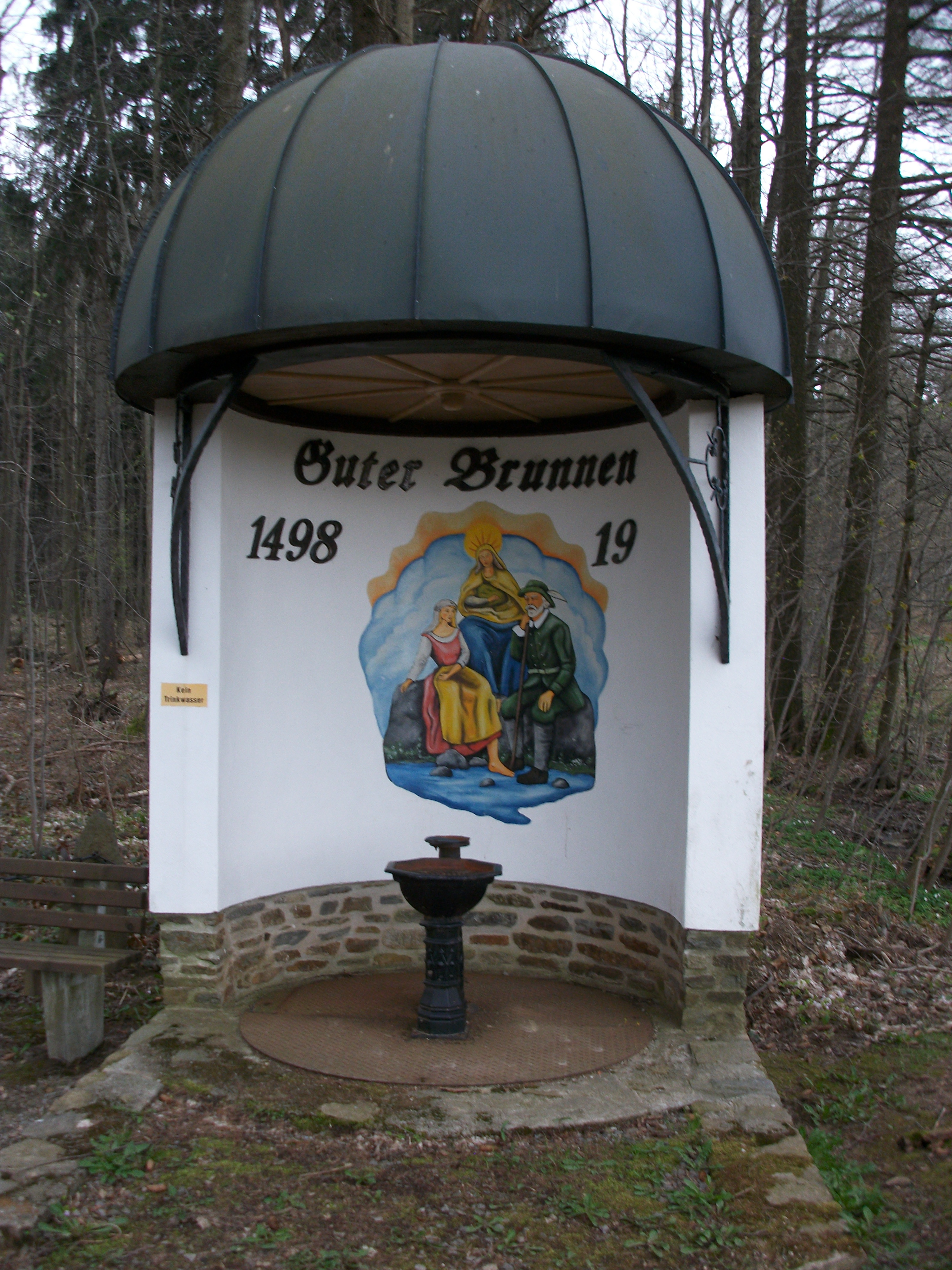
Quelle Guter Brunnen

Lange Zeit wurde die Anlage am Guten Brunnen in Niederzwönitz als „Bad“ bezeichnet, da dort ein Badebetrieb mit Gastronomie angeboten wurde. Mehrere Heilquellen treten aus dem historischen Quellgebiet bei Zwönitz hervor.
1819 wurde eigens für den Badebetrieb ein neues Badehaus mit 10 Zellen und 11 Wannen gebaut, welches bis 1949 als Mineral- und Radiumbad genutzt wurde. Die Zahl der Kurgäste von 1902 bis 1916 wird mit 90 bis 156 angegeben. 1951 waren es noch 87 Kurgäste.
Im Laufe der Zeit hatten sich in Deutschland einheitliche und strengere Richtlinien durchgesetzt, welche die notwendigen Mengenangaben von Mineralien für Heilquellen vorschrieben. Leider entsprachen die Quellen des Guten Brunnens nicht diesen Richtlinien, worauf der Landrat von Stollberg 1941 erklärte, dass die Bezeichnung „Bad“ nicht mehr aufrechterhalten werden kann. Auch wurde die Bezeichnung „Radiumbad Guter Brunnen“ auf Etiketten untersagt.
Folgende Gebäude gehörten zum Ensemble „Bad Guter Brunnen“:
- ein Gasthaus
- ein Badehaus (1819–1998)
- ein Wasserhaus
- Nebengebäude (Stall, Scheune und Schuppen)

Heute liegt die Gesamtanlage brach. Am 18. Oktober 1984 wurde mittels Beschluss das gesamte Gebiet als ein Flächennaturdenkmal deklariert. Besondere Bedeutung fand dabei die Anlage in der sächsischen Bädergeschichte. Bis heute wird es naturschutzfachlich bewirtschaftet und gepflegt und beherbergt eine Reihe gefährdeter Pflanzen- und Tierarten sowie besonders geschützte Biotope.
Heute noch geben der Gute Brunnen, der Anna Brunnen, der Krätzbrunnen und der Augenbrunnen schwach radioaktives Quellwasser ab, welches ungenutzt in den nahen Wernsbach fließt. Die beiden erstgenannten Quellen und der Radiumsprudel sind durch eine ABM Ende des 20. Jahrhunderts saniert und neu gestaltet worden.

## Fremdenverkehr

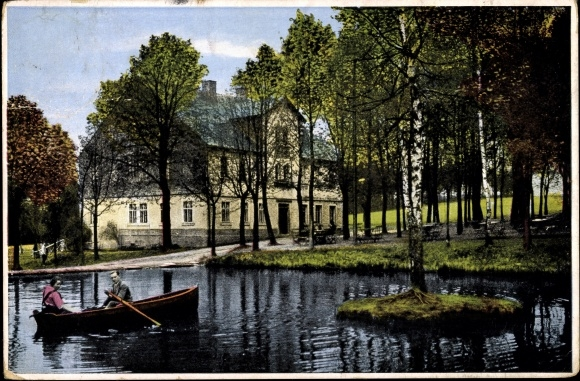
Bad Guter Brunnen, Mineral- und Radiumbad

Neben der damals berühmten Heilquelle des Bad Guten Brunnes in Niederzwönitz (Mineral- und Radiumbad), die Kranke und Genesung Suchende aufsuchten, erlebte die Bergstadt Zwönitz erst spät ein Fremdenverkehrsaufkommen. Anfänglich sorgten die landschaftlichen Besonderheiten in der Nähe der Stadt, wie der Spiegelwald, die Greifensteine oder der Große Teich für Besucher. Maßgeblich begründete der Zwönitzer Ableger des Erzgebirgsvereins seit seiner Gründung 1882 den Fremdenverkehr der Stadt. 1937 wurde Zwönitz per Gesetz zur Fremdenverkehrsgemeinde bestimmt. Von 1935 bis 1938 versechsfachten sich die Übernachtungszahlen. Nach dem Krieg kam der aufkeimende Tourismus zum Erliegen und zu DDR-Zeiten wurde kein Schwerpunkt in der Stadtentwicklung auf Tourismus gesetzt.

### Erzgebirgische Volkskunst
Mit dem Abklingen des Bergbaus im Erzgebirge kam auch in Zwönitz das Holzkunsthandwerk auf. Die Liebe der Erzgebirger am Werkstoff Holz wird bei einem Besuch in der Weihnachtszeit am deutlichsten. Zahllose Schwibbögen erhellen die Fenster, gedrechselte Nussknacker und Räuchermännchen verzieren zu Heerscharen die Wohnungen. Die große Pyramide auf dem Marktplatz verzaubert jedes Jahr Groß und Klein. Zahlreiche Künstler bieten ihre Werke zum Kauf an.

### Zwäntzer Hutzentage

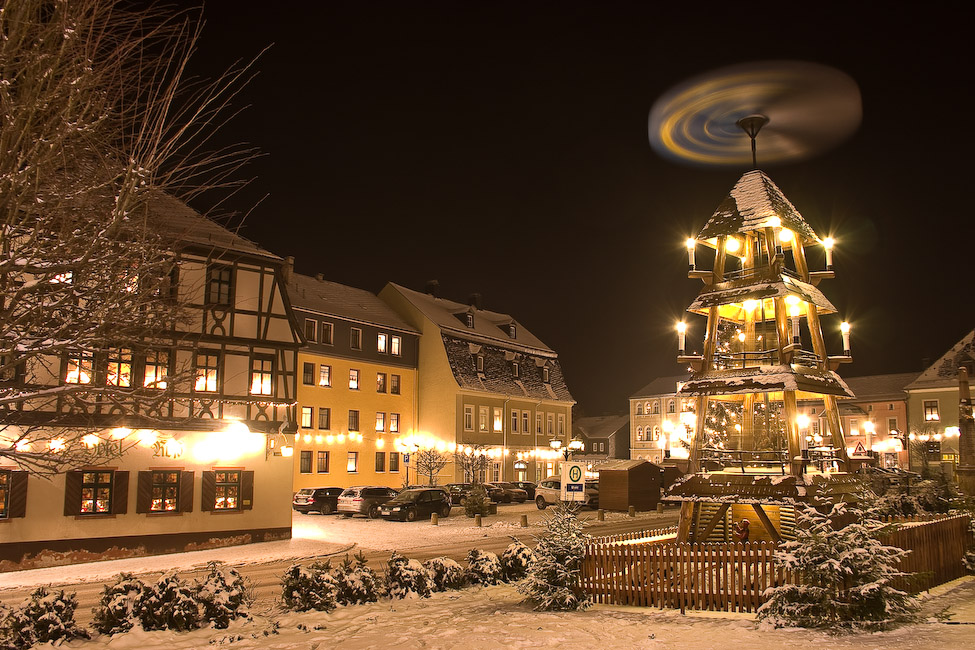
Erzgebirgsweihnacht in Zwönitz

Zwönitz wirbt damit, „…dass die Erzgebirgsweihnacht in Zwönitz beginnt und endet!“. Die erstmals seit 1990 gefeierten Feste des Ahlichtelns am Freitag vor dem 1. Advent – die städtische Weihnachtsbeleuchtung wird durch den Ruf des Bürgermeisters feierlich eingeschaltet – mit den darauf folgenden Zwäntzer Hutzentagen und die Lichtmess am 2. Februar (seit 2000) laden die Besucher zur Erzgebirgischen Weihnachtszeit ein.

### Wiederbelebung der Nachtwächterzunft

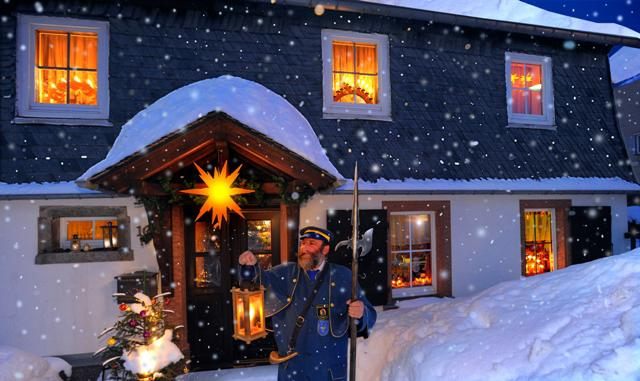
Nachtwächter in der Weihnachtszeit

Wie alte Schriften aus dem Zwönitzer Stadtarchiv belegen, lässt sich die Tradition des Nachtwächters auf das Jahr 1650 zurückführen. Nach einem verheerenden Brand am 21. Mai 1687, der fast die ganze Stadt vernichtete (Kirche, Rathaus, Schule, 143 Bürgerhäuser und einige Bauernhöfe), entschloss sich der damalige Rat, einen Nachtwächter zu vereidigen und ihm feste Pflichten aufzuerlegen. Jeden Abend von 21 Uhr bis morgens 3 Uhr machte der Wächter seine Runde und rief an 19 Stellen die Uhrzeit aus. Zu seinen Pflichten gehörten neben dem vorbeugenden Brandschutz die Durchsetzung von Ruhe und Ordnung und die Aufsicht über die „Sprung- und Luststuben“. 1872 wurden die Berufsbezeichnung „Nachtwächter“ modifiziert, der Nachtpolizeidiener wurde kreiert. später der Gendarm/Polizeier. Der nächtliche Streifengang war immer noch dienstlich geregelt. Der am 18. Oktober 1997 erneut bestellte Nachtwächter dient der Ankurbelung des Fremdenverkehrs. Mit der Wiederbelebung der Nachtwächtertradition ist Zwönitz Mitglied der Europäischen Nachtwächter- und Türmerzunft geworden. Jeden Freitag- und Samstagabend von September bis Juni sind die Nachtwächter auf ihrem Rundgang durch die Innenstadt und in den Gaststätten anzutreffen.

## Wirtschaft und Infrastruktur

### Industrie
In Zwönitz befand sich die größte Kinder- und Jugendschuhfabrik Deutschlands A. Trommler. Zu DDR-Zeiten stellte der volkseigene Betrieb VEB Schuhfabrik Zwönitz Schuhe her. Zum 1. Januar 1987 wurde der Betrieb dem VEB Lößnitzer Schuhfabrik als Betriebsteil angegliedert. Die Schuhfabrik war Teil des Kombinats Schuhe Weißenfels.
Die PraxiMed Vertriebs GmbH ist ein in Zwönitz ansässiges Unternehmen der Medizintechnikbranche. Es ist Hauptsitz des Firmenverbund PraxiMed, in dem etwa 130 Mitarbeiter angestellt sind (Stand 2017).

### Verkehr
Die Bundesstraße 169 verläuft wenige Kilometer westlich von Zwönitz und ist über die Staatsstraße 283 direkt angebunden. Im weiteren Umkreis verlaufen nördlich die Bundesstraße 180, östlich die Bundesstraße 95 sowie südlich die Bundesstraße 101.

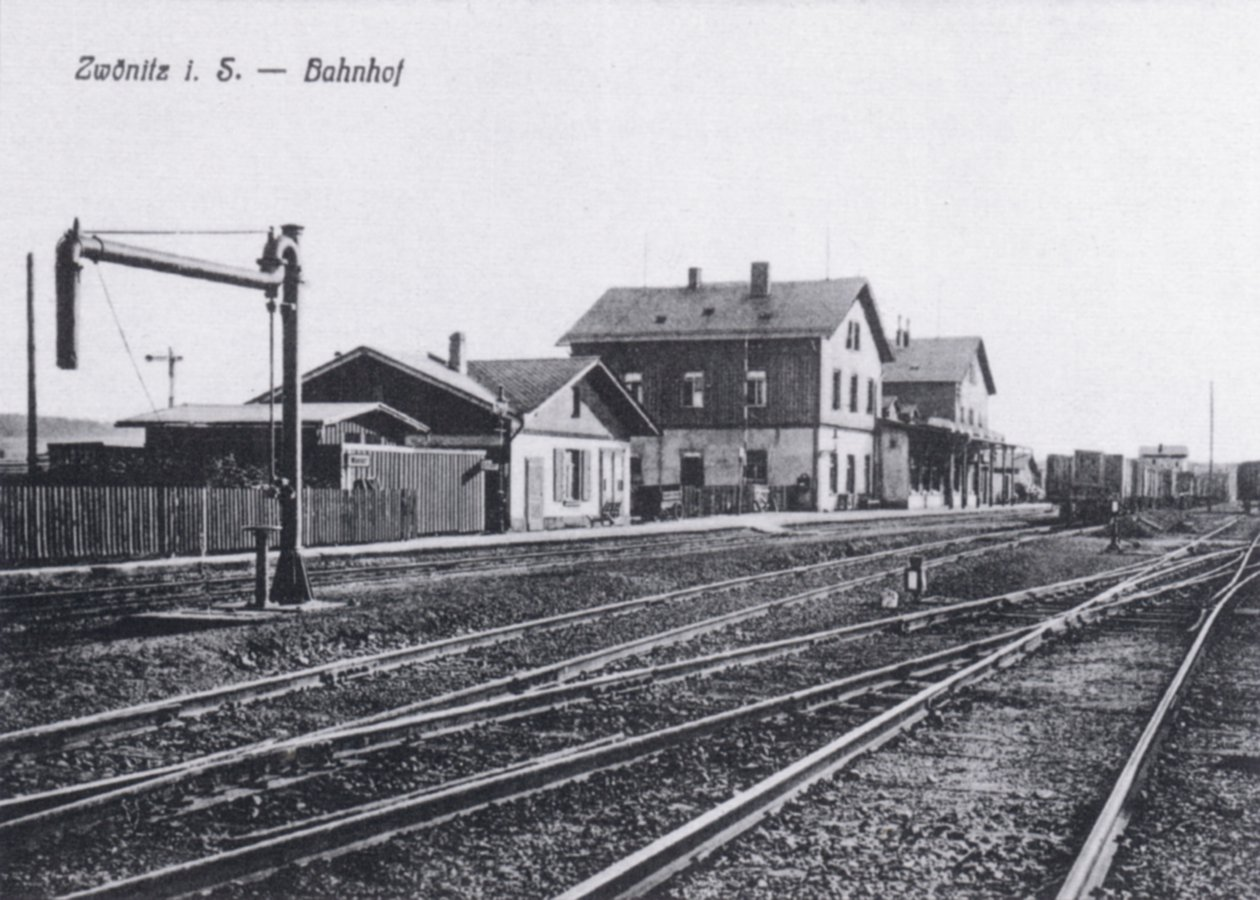
Bahnhof Zwönitz um 1910

Darüber hinaus bestehen im Stadtgebiet mit dem 2006 in Betrieb genommenen Haltepunkt Niederzwönitz und dem Bahnhof Zwönitz zwei Betriebsstellen an der Bahnstrecke Chemnitz–Adorf. Letzterer war früher ein regional bedeutender Bahnknotenpunkt, die beiden anderen Strecken (nach Scheibenberg und nach Stollberg) wurden mittlerweile stillgelegt.

### Bildung
Das Matthes-Enderlein-Gymnasium ist in den 1970er Jahren als Polytechnische Oberschule Friedrich Engels gegründet worden. Am 1. August 1992 wurde es zum Gymnasium Zwönitz und erst später nach Matthes Enderlein benannt. In den Jahren 2002/2003 wurde die Schule völlig modernisiert und in einen ansprechenden Stil gebracht, dafür wurden 2,5 Millionen Euro ausgegeben. 2003/2004 wurde das Drei-Tannen-Gymnasium in Thalheim völlig in das Matthes-Enderlein-Gymnasium eingegliedert, nachdem es bereits einige Jahre als Außenstelle fungiert hatte. Weiterhin existiert in Zwönitz die Oberschule Katharina Peters. Die vier Grundschulen von Zwönitz befinden sich in den Ortsteilen Zwönitz, Brünlos, Dorfchemnitz und Hormersdorf.

### Energie
In der Nähe von Zwönitz befindet sich ein Umspannwerk, von dem früher eine 220-kV-Leitung zum Umspannwerk Hradec in Tschechien führte.

## Sonstiges
In der alphabetischen Auflistung aller deutschen Städte steht Zwönitz an letzter Stelle.